# Liste bedeutender Architektinnen
Diese Liste bedeutender Architektinnen enthält bedeutende Architektinnen aus aller Welt (siehe auch Frauen in der Architektur; zu Männern siehe Liste bedeutender Architekten).

## Liste

### A

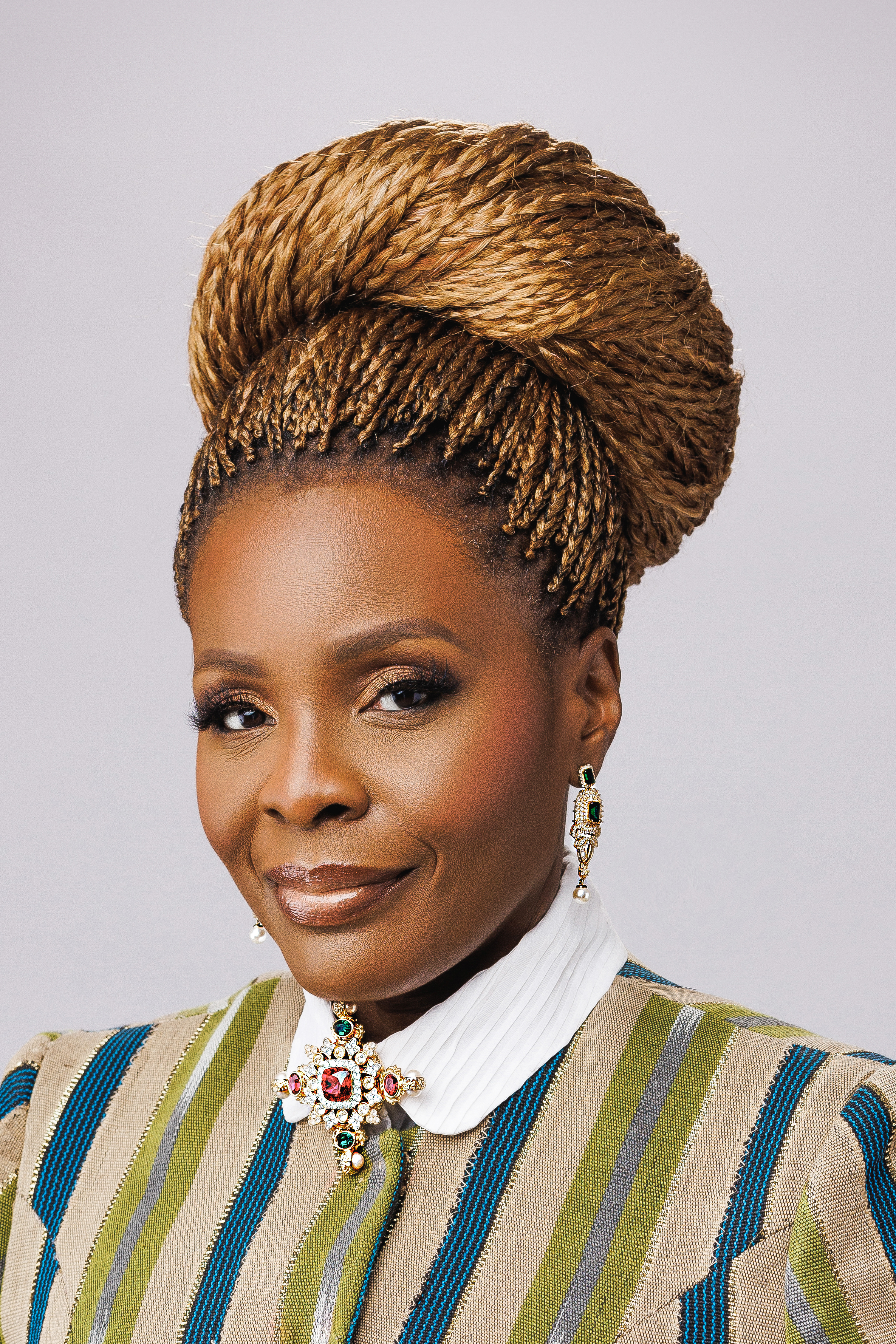
Olajumoke Adenowo
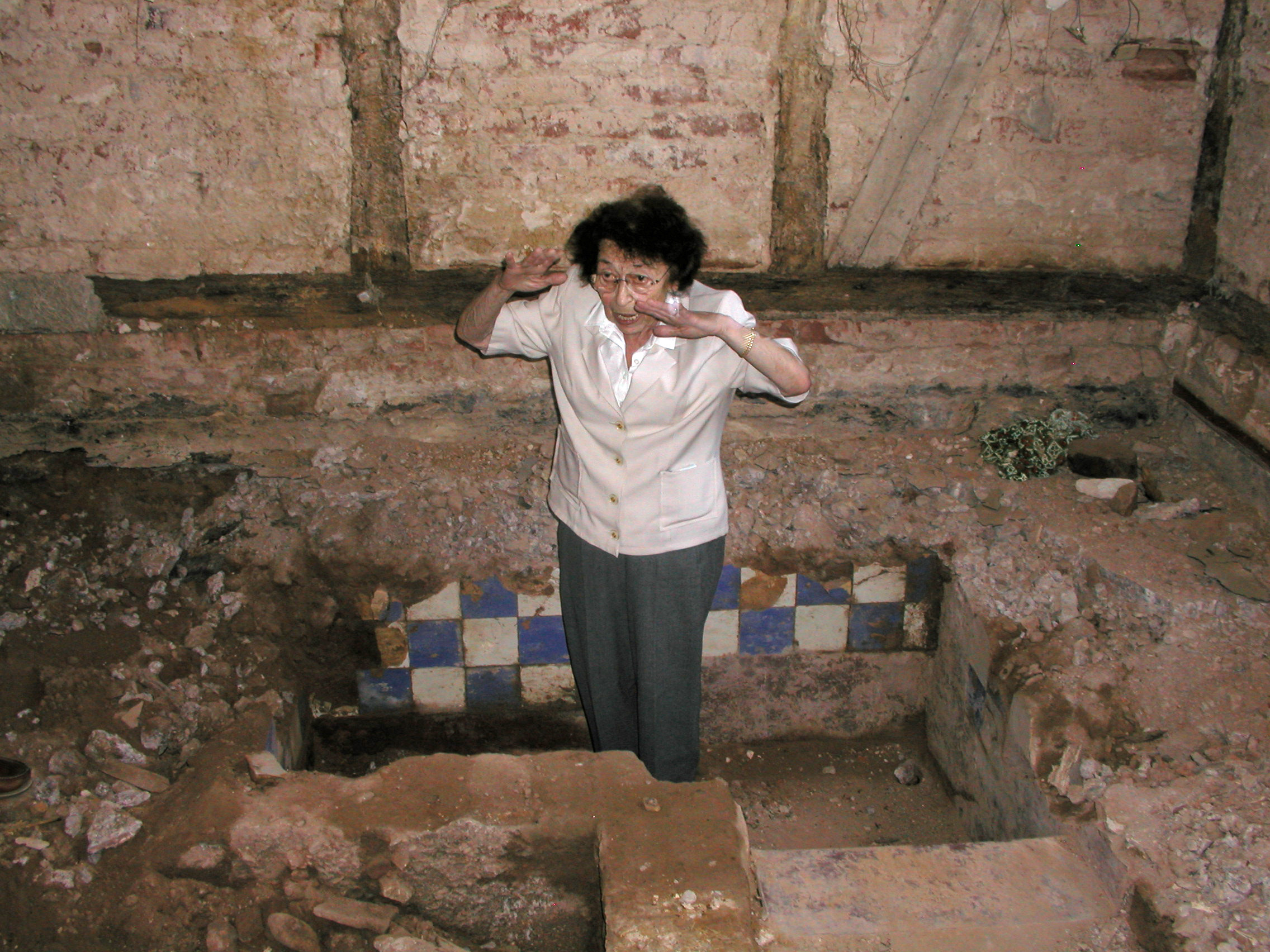
Thea Altaras
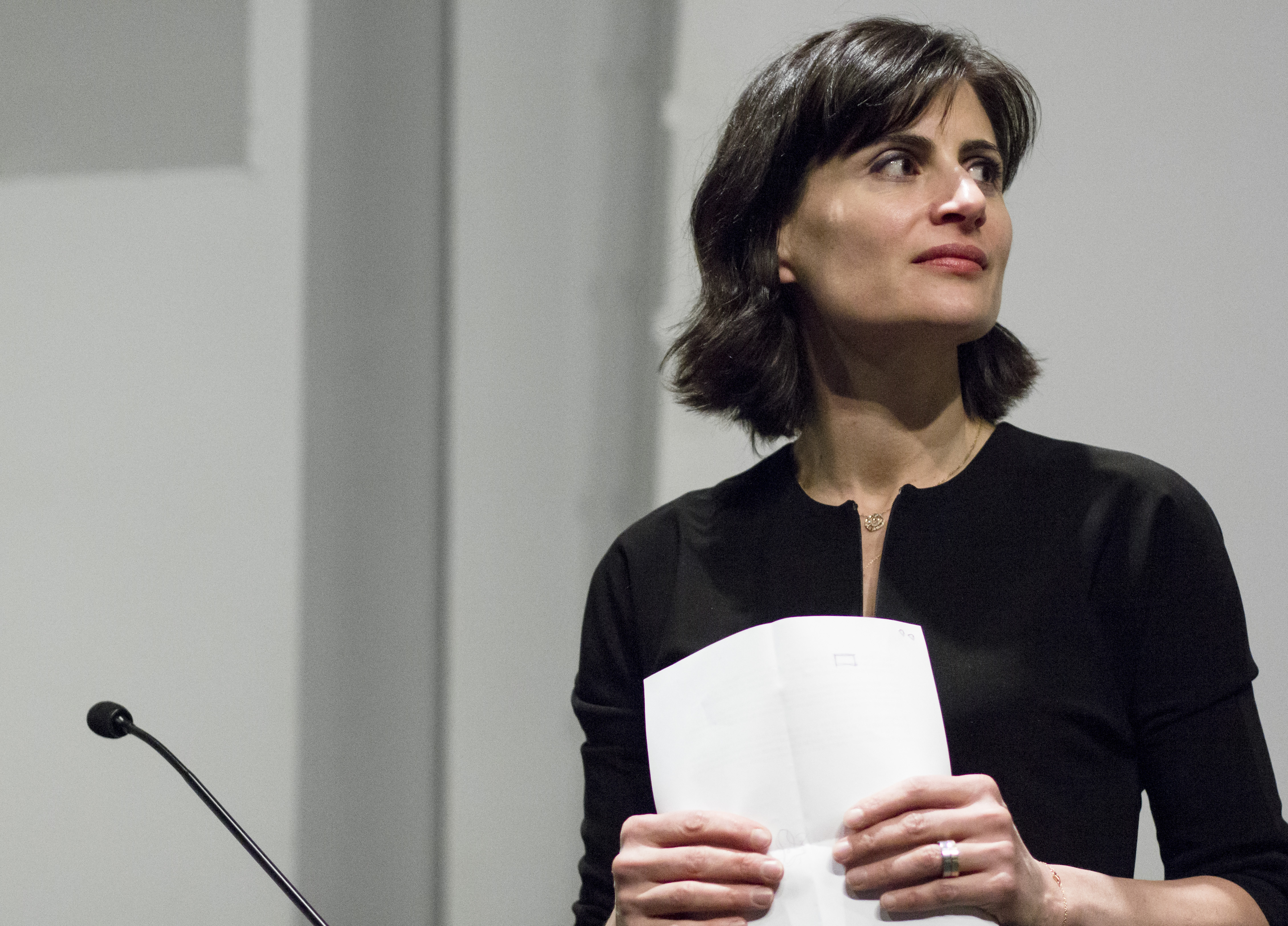
Amale Andraos
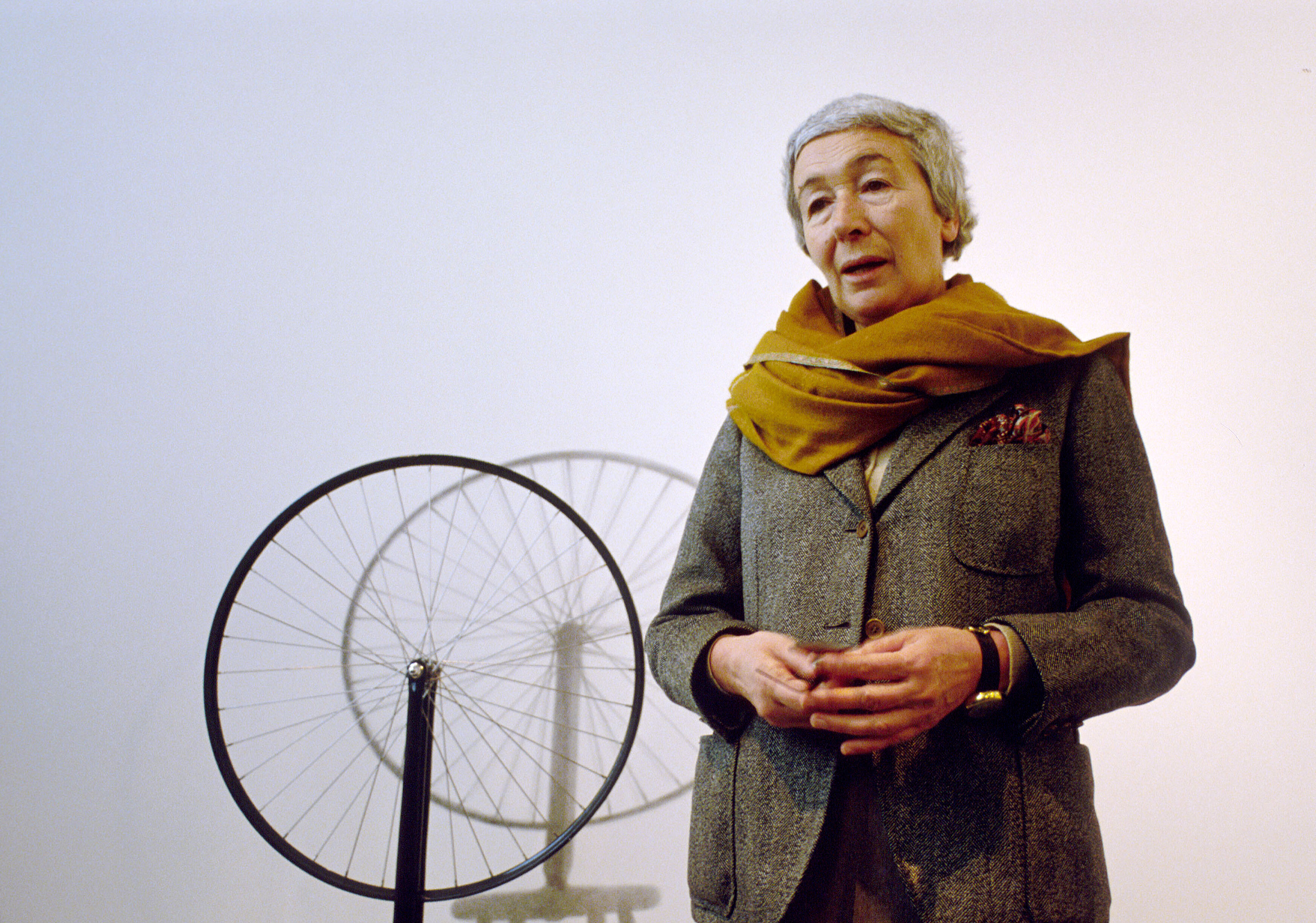
Gae Aulenti

- Aino Aalto (1894–1949), Finnland
- Elissa Aalto (1922–1994), Finnland
- Olajumoke Adenowo (* 1968), Nigeria
- Thea Altaras (1924–2004), Deutschland / Jugoslawien
- Suad Amiry (* 1951), Palästina
- Amale Andraos (* 1973), Libanon / Vereinigte Staaten von Amerika
- Wiktorija Angelowa-Winarowa (1902–1947), Bulgarien
- Irina Atykowna Asisjan (1935–2009), Russland / Sowjetunion
- Hildegard Auf Franić (* 1941), Jugoslawien / Kroatien
- Gae Aulenti (1927–2012), Italien
- Genia Awerbuch (1909–1977), Israel

### B

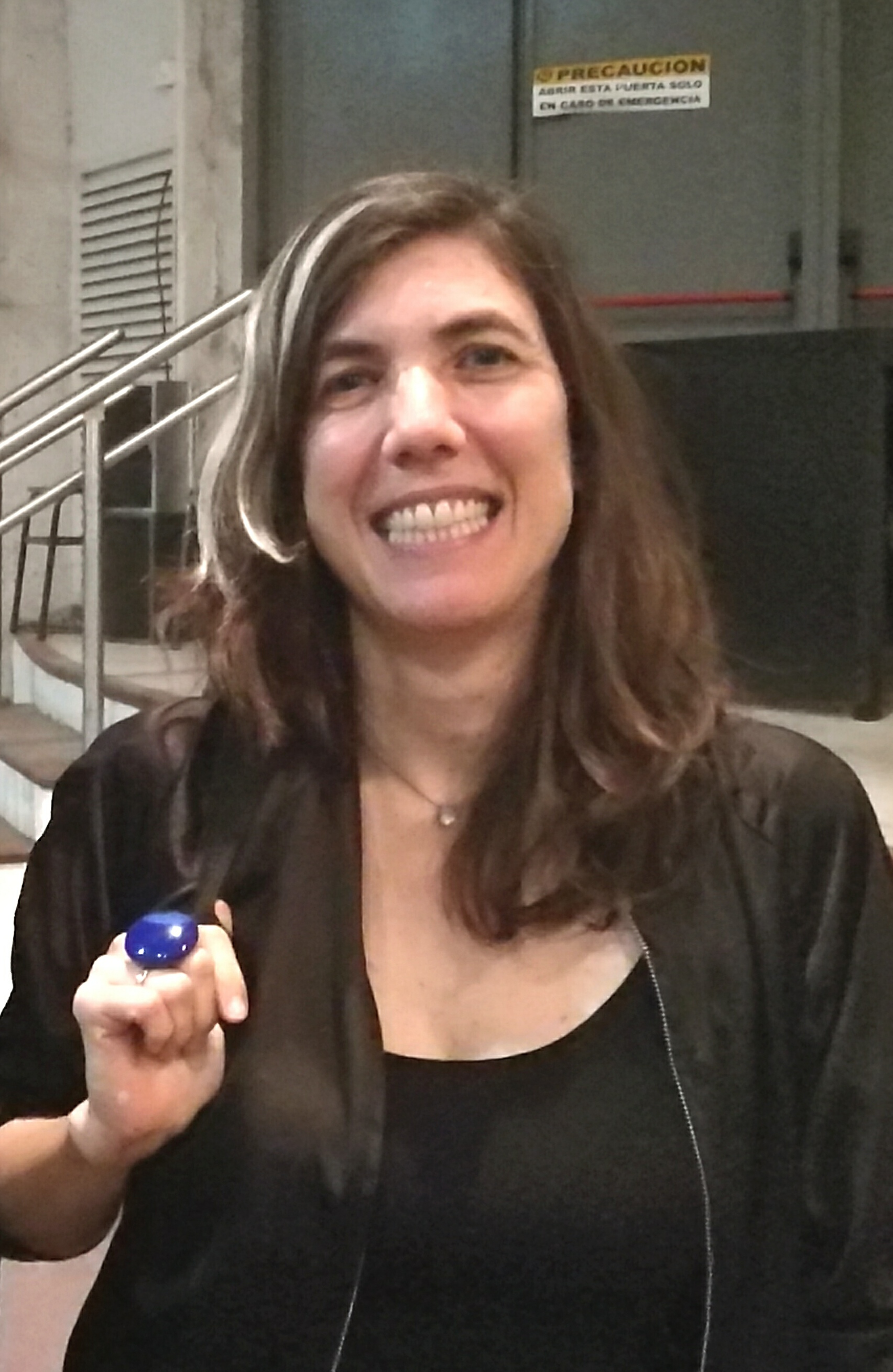
Sandra Barclay
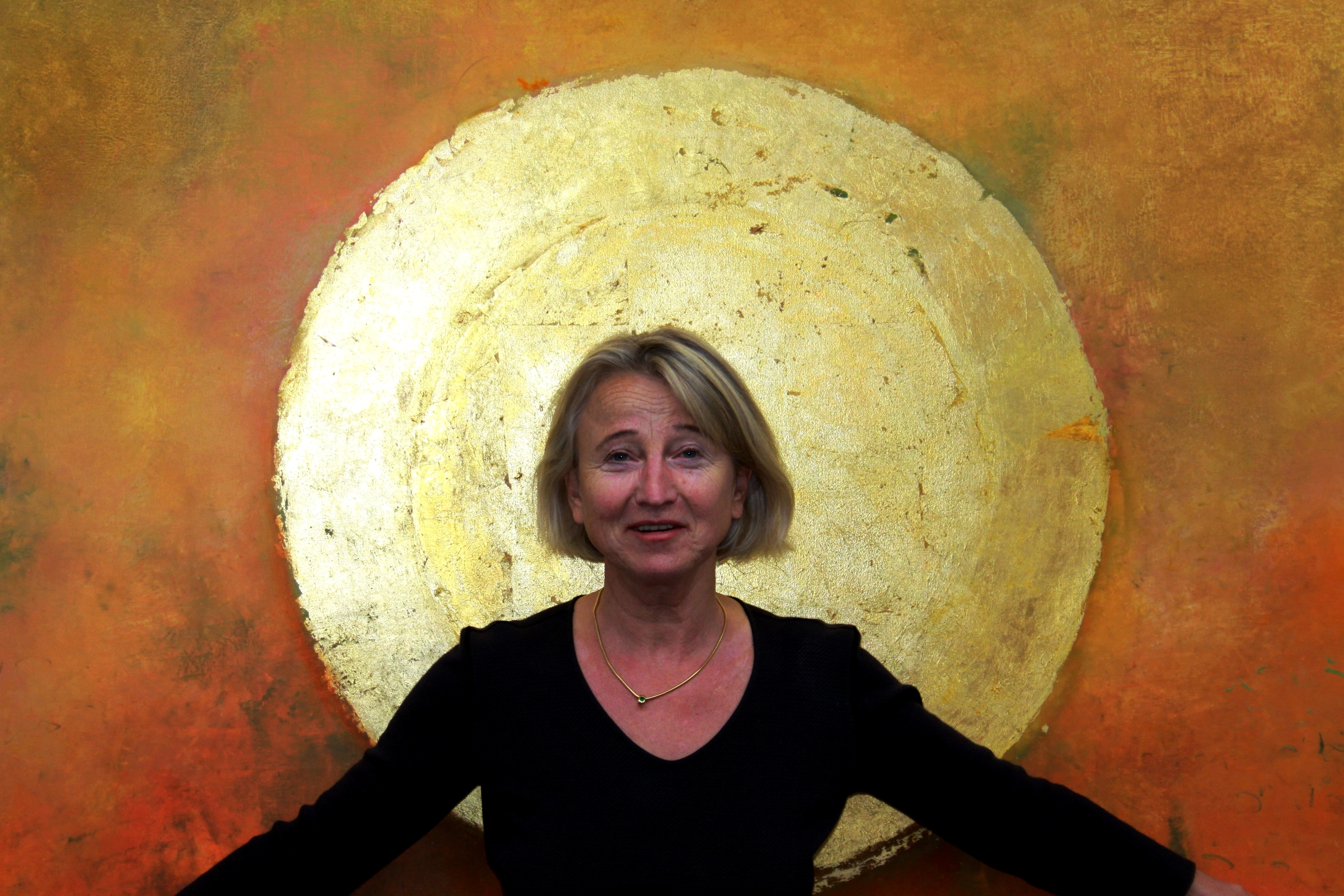
Sabine Beuter
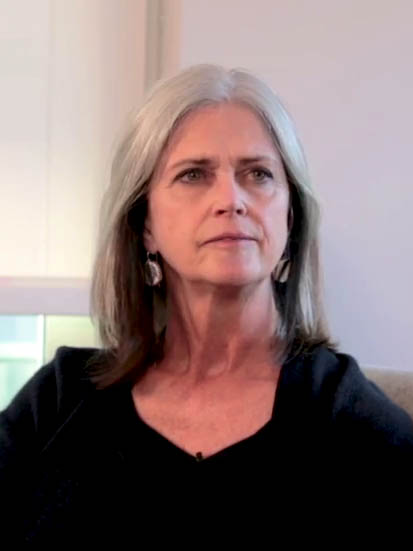
Deborah Berke
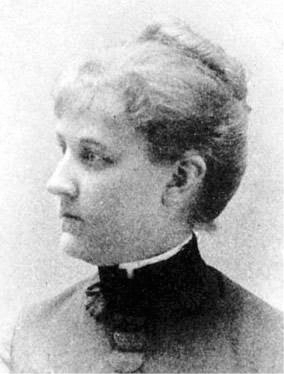
Louise Blanchard Bethune

- Anita Bach (1927–2021), Deutschland
- Elisabeth von Baczko (1868–nach 1937), Deutschland
- Anna Bach (* 1973), Finnland / Spanien
- Irena Bajerska (* 1943), Polen
- Galina Andrejewna Balaschowa (* 1931), Russland / Sowjetunion
- Inken Baller (* 1942), Deutschland
- Sandra Barclay (* 1967), Peru
- Hilde Barz-Malfatti (1953–2020), Deutschland
- Deborah Berke (* 1954), Vereinigte Staaten von Amerika
- Bea Betz (1928–2018), Deutschland
- Afra Bianchin Scarpa (1937–2011), Italien
- Tatiana Bilbao (* 1972), Mexiko
- Lina Bo Bardi (1914–1992), Brasilien / Italien
- Sabine Beuter (1949–2015), Deutschland
- Louise Blanchard Bethune (1856–1913), Vereinigte Staaten
- Margaret Justin Blanco White (1911–2001), Vereinigtes Königreich
- Karola Bloch (1905–1994), Deutschland / Polen
- Helga Blocksdorf (* 1974), Deutschland
- Cini Boeri (1924–2020), Italien
- Elisabeth Böhm (1921–2012), Deutschland
- Martha Bolldorf-Reitstätter (1912–2001), Österreich
- Julia Bolles-Wilson (* 1948), Deutschland
- Caroline Bos (* 1959), Niederlande
- Jovanka Bončić-Katerinić (1887–1966), Jugoslawien
- Elsi Borg (1893–1958), Finnland
- Christiane Borgelt (* 1944), Deutschland
- Heike Böttcher (* 1960), Deutschland
- Renate von Brause (1921–1977), Deutschland
- Katharina Brichetti (* 1968), Deutschland
- Ella Briggs (1880–1977), Österreich / Vereinigtes Königreich
- Barbara Brukalska-Sokołowska (1899–1980), Polen
- Iwona Buczkowska (* 1953), Frankreich
- Clara de Buen Richkarday (* 1954), Mexiko
- Eva Buhrich (1915–1976), Australien / Deutschland
- Zora del Buono (* 1962), Schweiz
- Emily Helen Butterfield (1884–1958), Vereinigte Staaten

### C

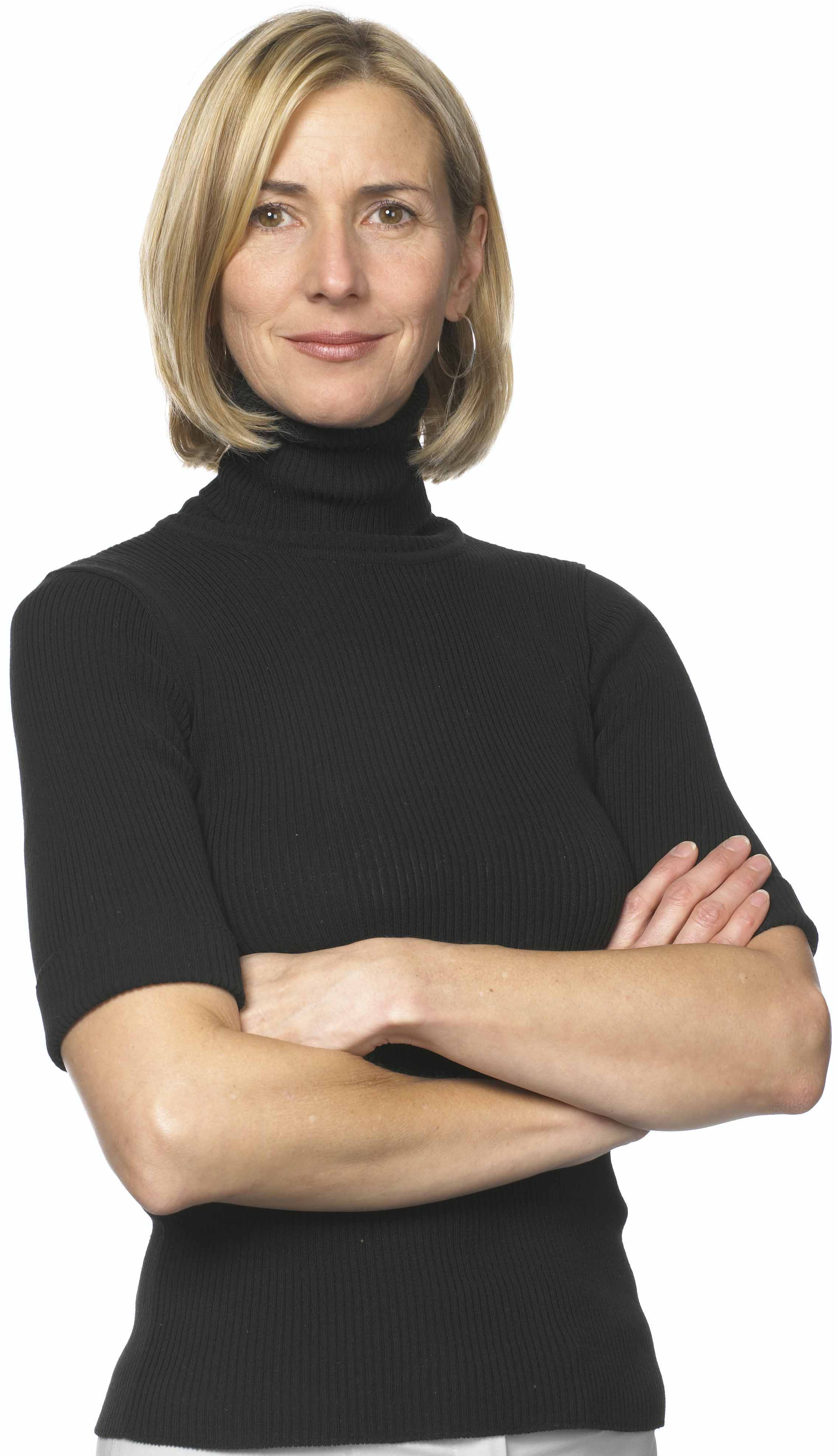
Lise Anne Couture

- Sarah Calburn (* 1964), Südafrika
- Fernanda Canales (* 1974), Mexiko
- Lucía Cano (* 1965), Spanien

- Paula Maria Canthal (1907–1987), Deutschland
- Laura Carducci (* 1960), Schweiz
- Anna Castelli Ferrieri (1920–2006), Italien
- Gigi Chao (* 1979), Volksrepublik China
- Eulie Chowdhury (1923–1995), Indien
- Altuğ Çinici (* 1935), Türkei
- Lotte Cohn (1893–1983), Deutschland / Israel
- Mary Colter (1869–1958), Vereinigte Staaten
- Christine Conix (* 1955), Belgien
- Maria Cotescu (1896–1980), Rumänien
- Lise Anne Couture (* 1959), Kanada
- Louise Cox (* 1939), Australien
- Laura Cristea (* 1987), Rumänien

### D

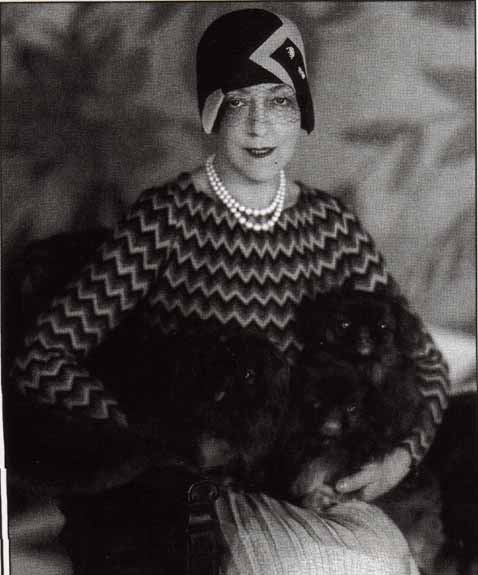
Elsie de Wolfe

- Marianne Dahlbäck (* 1943), Schweden
- Layla Dawson (1949–2015), Vereinigtes Königreich
- Odile Decq (* 1955), Frankreich
- Elke Delugan-Meissl (* 1959), Österreich
- Angela Deuber (* 1975), Schweiz
- Marie-Theres Deutsch (* 1955), Deutschland
- Natalie de Blois (1921–2013), Vereinigte Staaten
- Minnette de Silva (1918–1998), Sri Lanka
- Elsie de Wolfe (1865–1950), Vereinigte Staaten
- Verena Dietrich (1941–2004), Deutschland
- Elizabeth Diller (* 1954), Polen / Vereinigte Staaten
- Edith Dinkelmann (1896–1984), Deutschland
- Yvonne P. Doderer (* 1959), Deutschland
- Angela Dolgner (* 1955), Deutschland
- Hildegard Dörge-Schröder (1901–1986), Deutschland
- Kerstin Dörhöfer (* 1943), Deutschland
- Jane Drew (1911–1996), Vereinigtes Königreich
- Iris Dullin-Grund (* 1933), Deutschland

### E

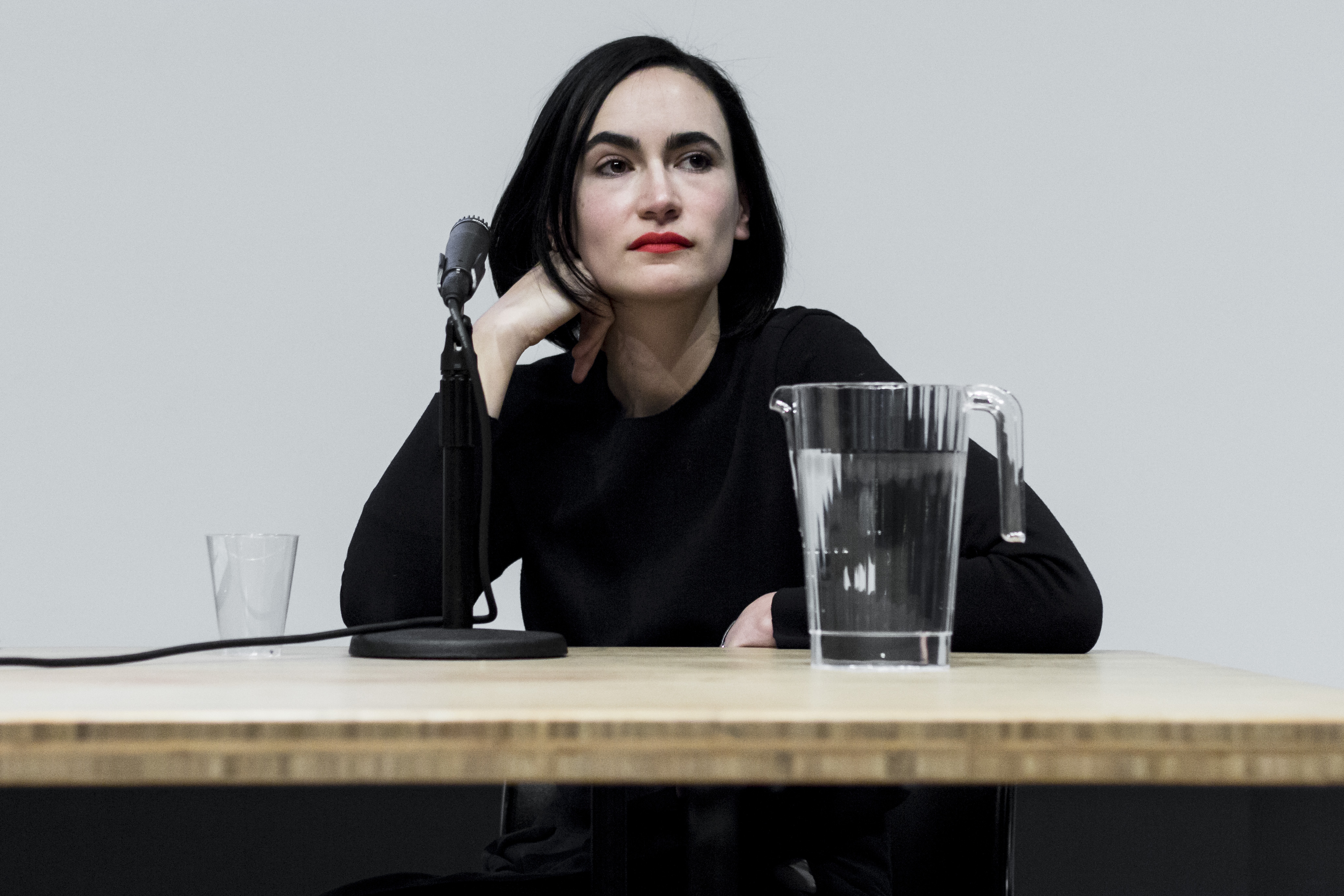
Frida Escobedo

- Ray Eames (1912–1988), Vereinigte Staaten
- Judith Edelman (1923–2014), Vereinigte Staaten
- Julie Eizenberg (* 1964), Australien, Vereinigte Staaten
- Elisabeth Endres (* 1981), Deutschland
- Frida Escobedo (* 1979), Mexiko
- Barbara Ettinger-Brinckmann (* 1950), Deutschland
- Mualla Eyüboğlu Anhegger (1919–2009), Türkei
- Inger Augusta Exner (* 1926), Dänemark

### F
- Hemma Fasch, Österreich (* 1959)
- Ida Falkenberg-Liefrinck (1901–2006), Niederlande / Deutschland
- Gertrud Ferchland (1894–1943), Deutschland
- Rita Fernández Queimadelos (1911–2008), Spanien
- Stefania Filo Speziale (1905–1988), Italien
- Laura Fogarasi-Ludloff (* 1967), Deutschland
- Wendy Foster (1937–1989), Vereinigtes Königreich
- Charlotte Frank (* 1959), Deutschland
- Ute Frank (* 1952), Deutschland
- Antje Freiesleben (* 1965), Deutschland
- Gertrud Frisch-von Meyenburg (1916–2009), Schweiz
- Marie Frommer (1890–1976), Deutschland / Vereinigte Staaten
- Doriana Fuksas (* 1955), Italien
- Catherine Furet (* 1954), Frankreich

### G

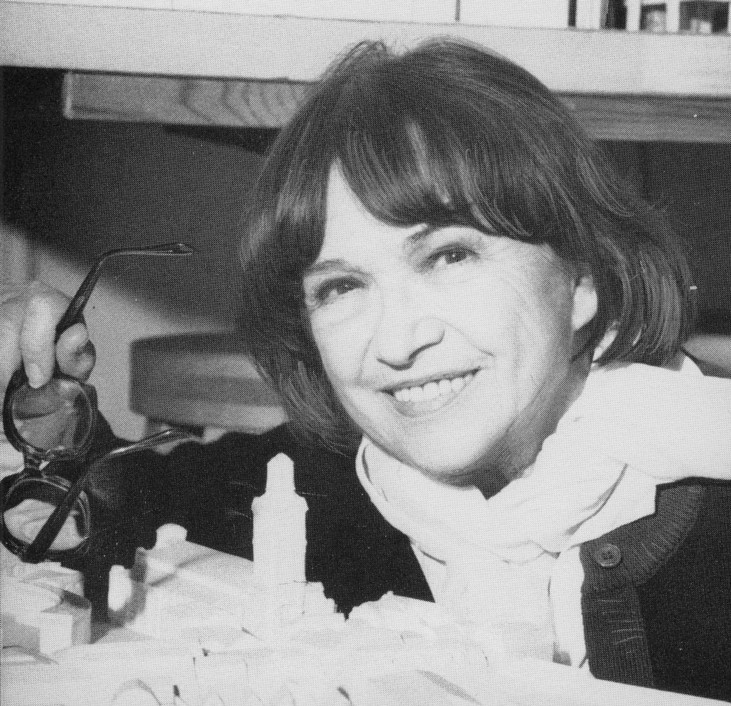
Léonie Geisendorf
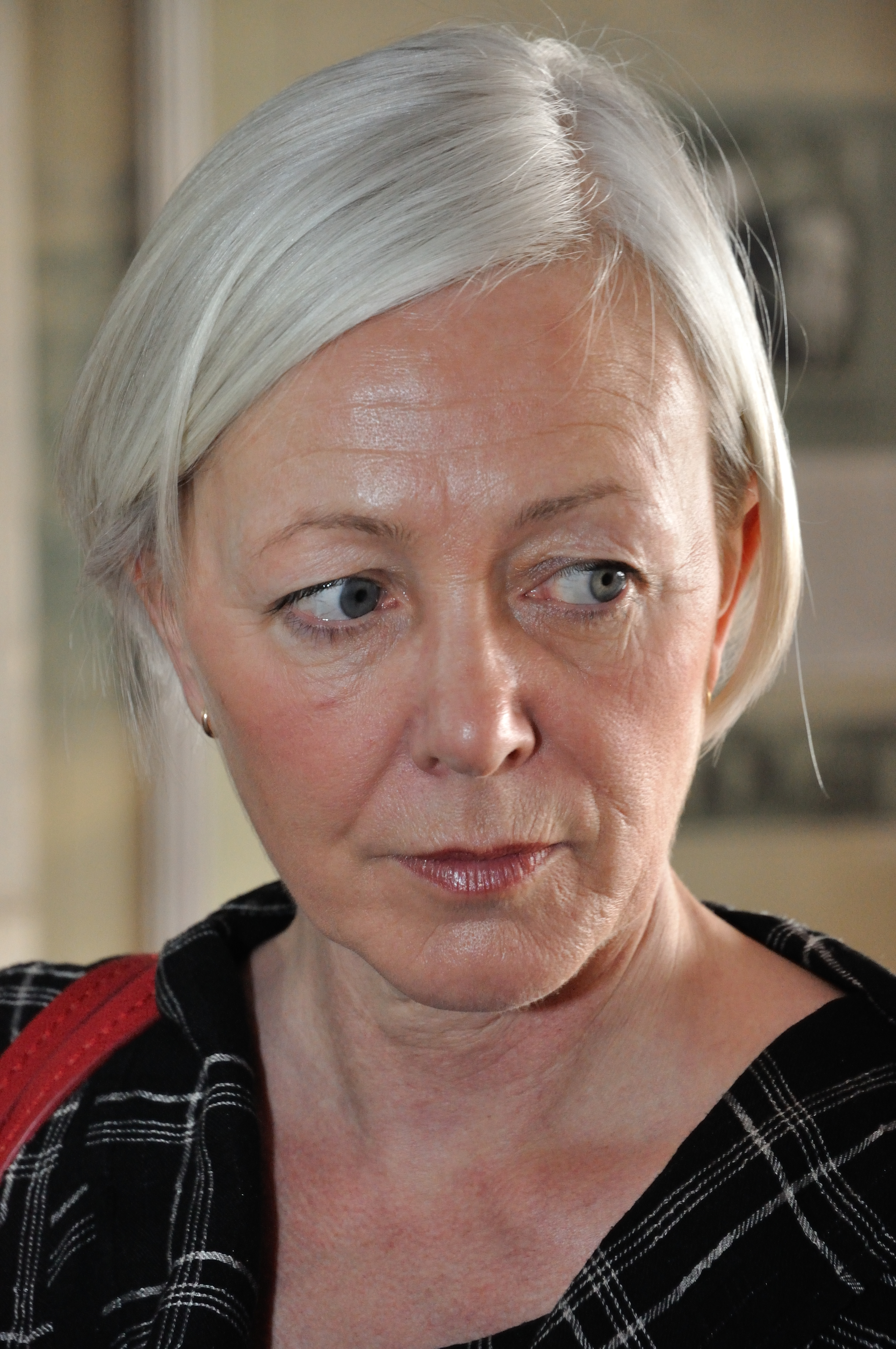
Moira Gemmill
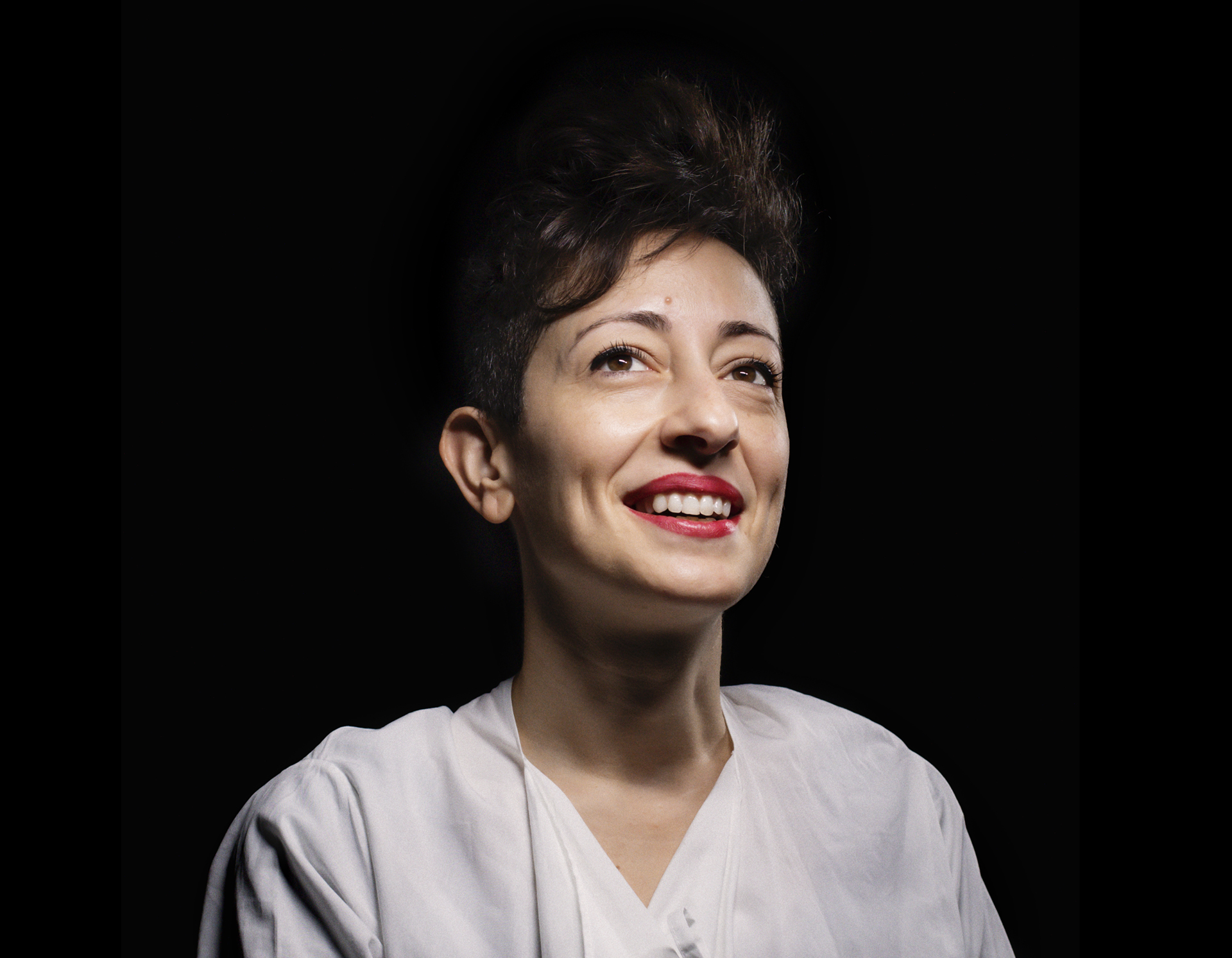
Lina Ghotmeh
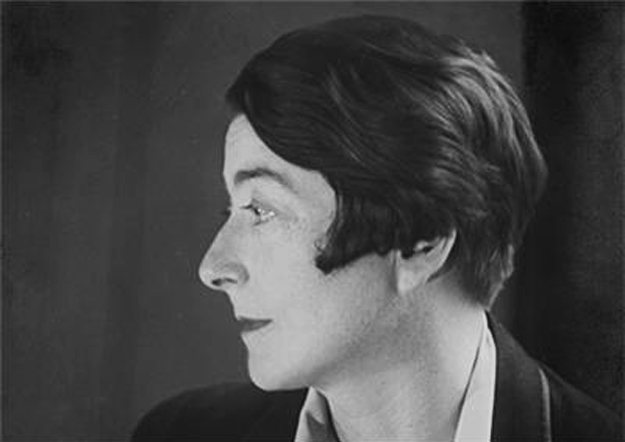
Eileen Gray

- Dora Gad (1912–2003), Rumänien / Israel
- Jeanne Gang (* 1964), Vereinigte Staaten
- Dörte Gatermann (* 1956), Deutschland
- Manuelle Gautrand (* 1961), Frankreich
- Dominique Gauzin-Müller (* 1960), Frankreich
- Léonie Geisendorf (1914–2016), Schweden
- Moira Gemmill (1959–2015), Vereinigtes Königreich
- Elsa Gidoni (1899–1978), Deutschland / Vereinigte Staaten
- Édith Girard (1949–2014), Frankreich
- Adelheid Gnaiger (1916–1991), Österreich
- Ruth Golan (1944–2012), Deutschland
- Lina Ghotmeh (* 1980), Libanon / Frankreich
- Jadwiga Grabowska-Hawrylak (1920–2018), Polen
- Uta Graff (* 1970), Deutschland
- Eileen Gray (1878–1976), Irland
- Romina Grillo (* 1984), Rumänien
- Susanne Gross (* 1960), Deutschland
- Lux Guyer (1894–1955), Schweiz

### H

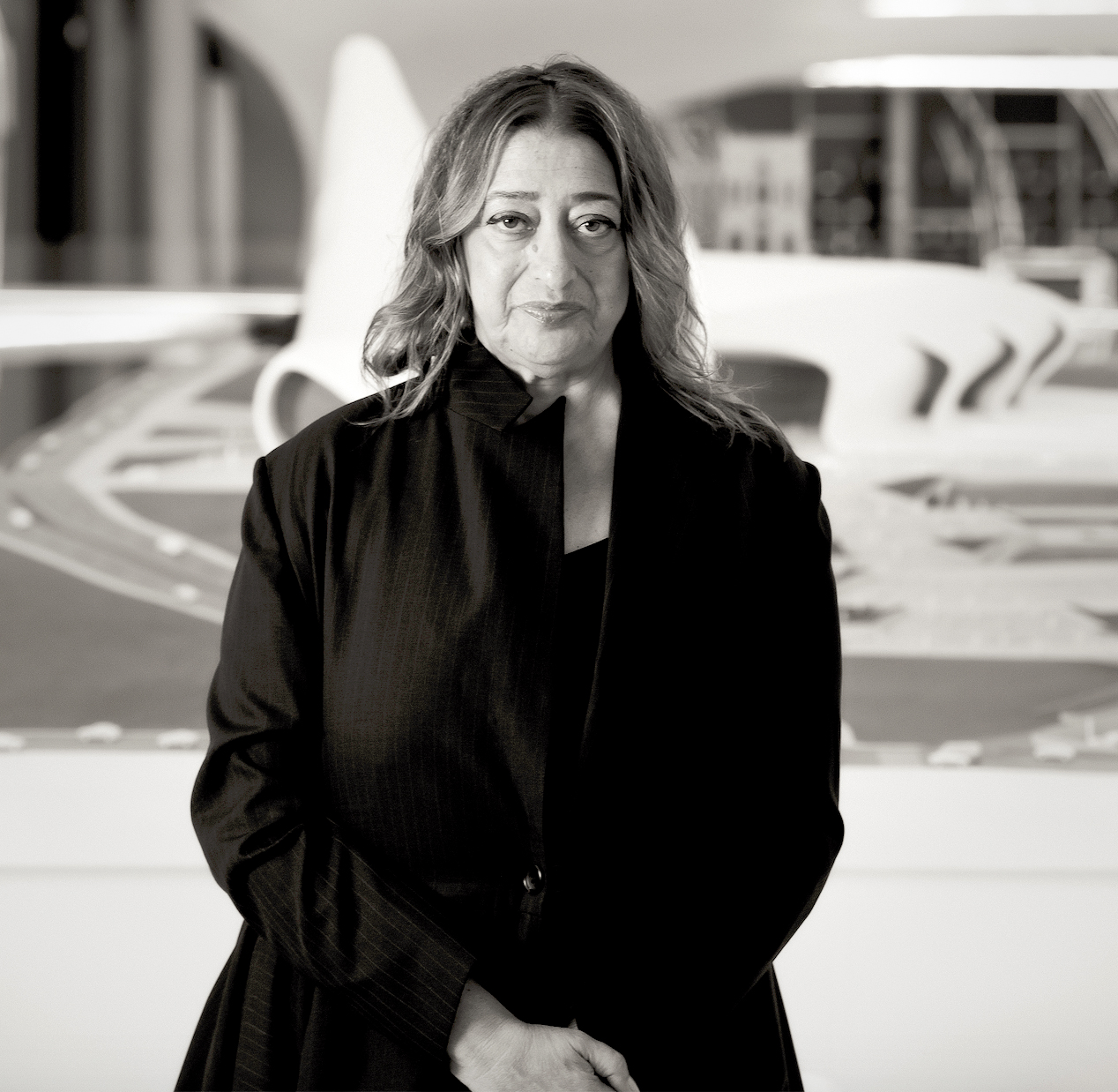
Zaha Hadid
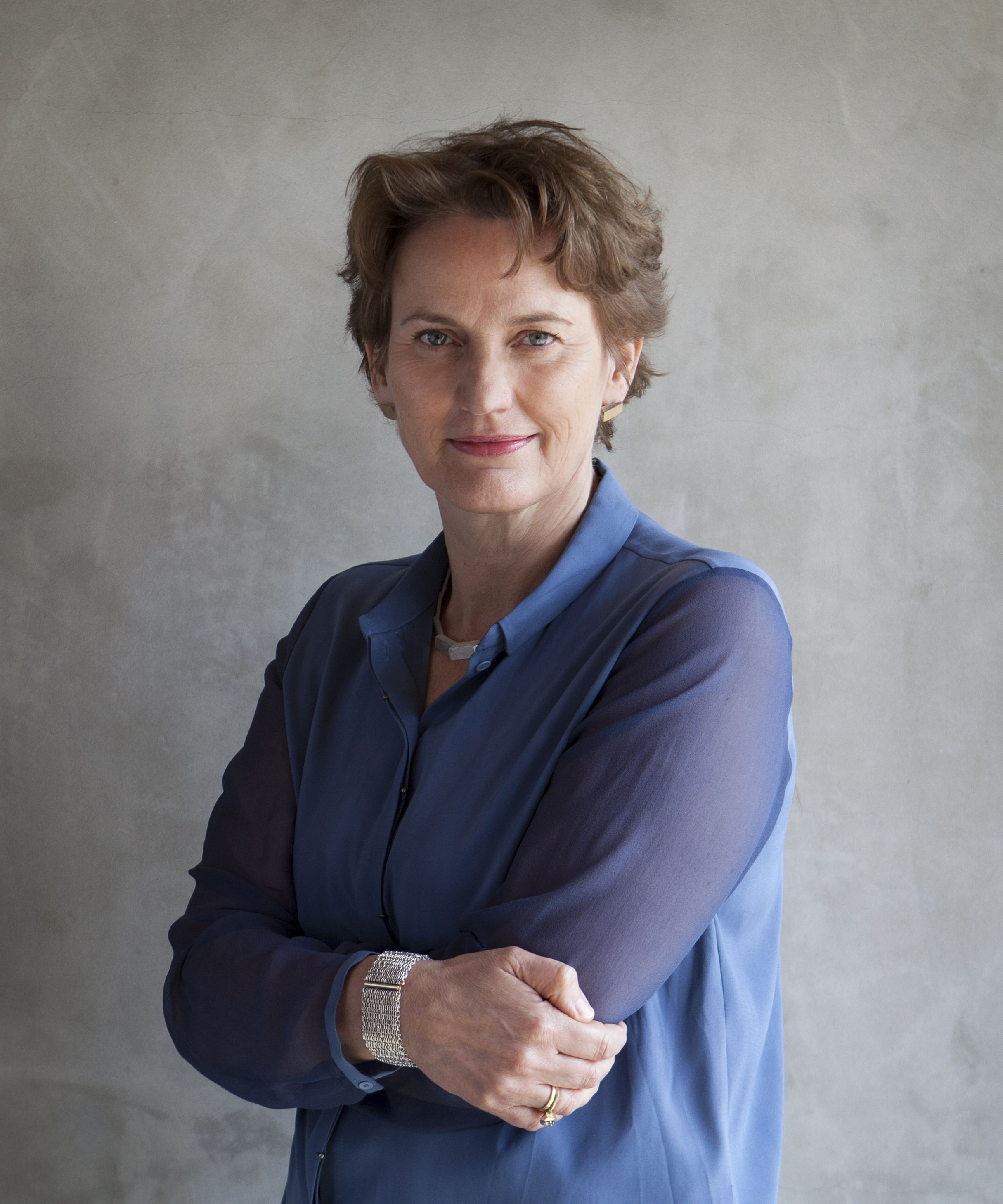
Francine Houben

- Zaha Hadid (1950–2016), Irak / Vereinigtes Königreich
- Herta Hammerbacher (1900–1985), Deutschland
- Heike Hanada (* 1964), Deutschland
- Zofia Hansen (1924–2013), Polen
- Catherine Hardwicke (* 1955), Vereinigte Staaten
- Maren Harnack, Deutschland
- Vera Hartmann, (* 1970), Deutschland
- Itsuko Hasegawa (* 1941), Japan
- Klara Hautmann-Kiss (1920–2000), Österreich
- Gusti Hecht (1903–1950), Deutschland
- Franca Helg (1920–1989), Italien
- Anna Heringer (* 1977), Deutschland
- Ludmilla Herzenstein (1906–1994), Deutschland
- Margarethe Heubacher-Sentobe (* 1945), Österreich
- Lucy Hillebrand (1906–1997), Deutschland
- Simone Guillissen-Hoa (1916–1996), Belgien / China
- Susanne Hofmann (* 1963), Deutschland
- Brigitte Holz (* 1954), Deutschland
- Patty Hopkins (* 1942), Vereinigtes Königreich
- Signe Hornborg (1862–1916), Finnland
- Francine Houben (* 1955), Niederlande
- Rossana Hu (* 1968), Taiwan, China
- Annemarie Hubacher (1921–2012), Schweiz
- Nana von Hugo (1936–2001), Deutschland
- Louisa Hutton (* 1957), Vereinigtes Königreich

### J
- Katrin Jaggi (* 1967), Schweiz
- Barbara Jakubeit (* 1945), Deutschland
- Kristin Jarmund (* 1954), Norwegen
- Eva Jiřičná (* 1939), Tschechien/Tschechoslowakei
- Françoise-Hélène Jourda (1955–2015), Frankreich
- Jūratė Juozaitienė (* 1953), Litauen
- Helle Juul (* 1954), Dänemark

### K

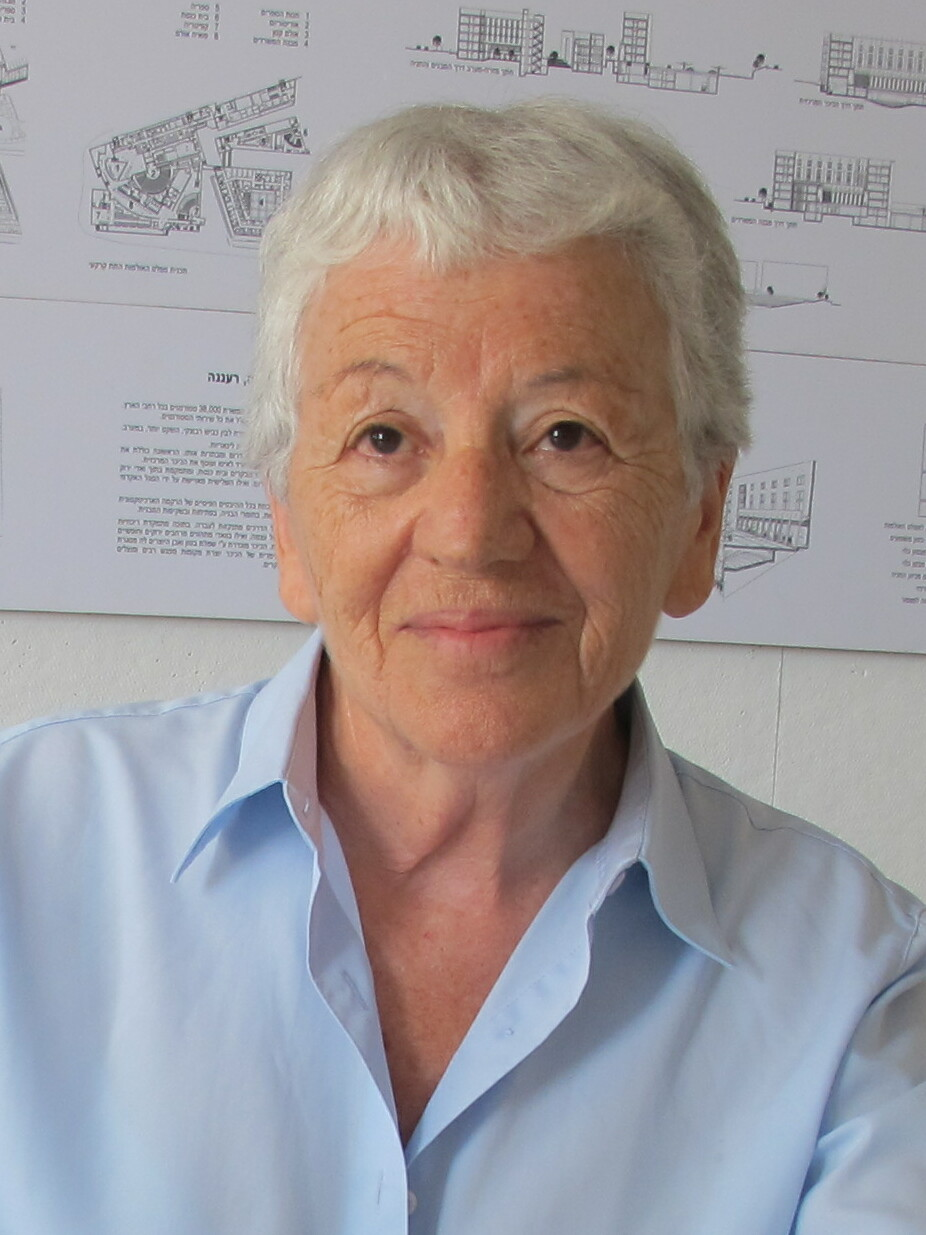
Ada Karmi-Melamede
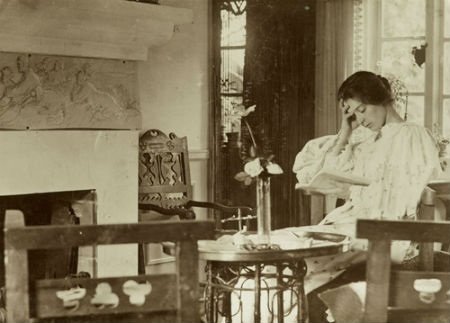
Marie Krøyer

- Petra Kahlfeldt (* 1960), Deutschland
- Mariam Kamara (* 1979), Niger
- Ada Karmi-Melamede (* 1936), Israel
- Tamara Dawydowna Katzenellenbogen (1894–1976), Sowjetunion
- Fay Kellogg (1871–1918), Vereinigte Staaten
- Margrit Kennedy (1939–2013), Deutschland
- Julia King, Venezuela
- Luise King (1939–2024), Deutschland
- Hanne Kjærholm (1930–2009), Dänemark
- Elisabeth von Knobelsdorff (1877–1959), Deutschland
- Florence Knoll (1917–2019), Vereinigte Staaten
- Helene Koller-Buchwieser (1912–2008), Österreich
- Katarzyna Kotowska (* 1956), Polen
- Karla Kowalski (* 1941), Deutschland
- Sigrid Kressmann-Zschach (1929–1990), Deutschland
- Jutta Kriewitz (* vor 1985), Deutschland
- Marie Krøyer (1867–1940), Dänemark
- Ingeborg Kuhler (* 1943), Deutschland
- Dörte Kuhlmann (* 1968), Deutschland

### L

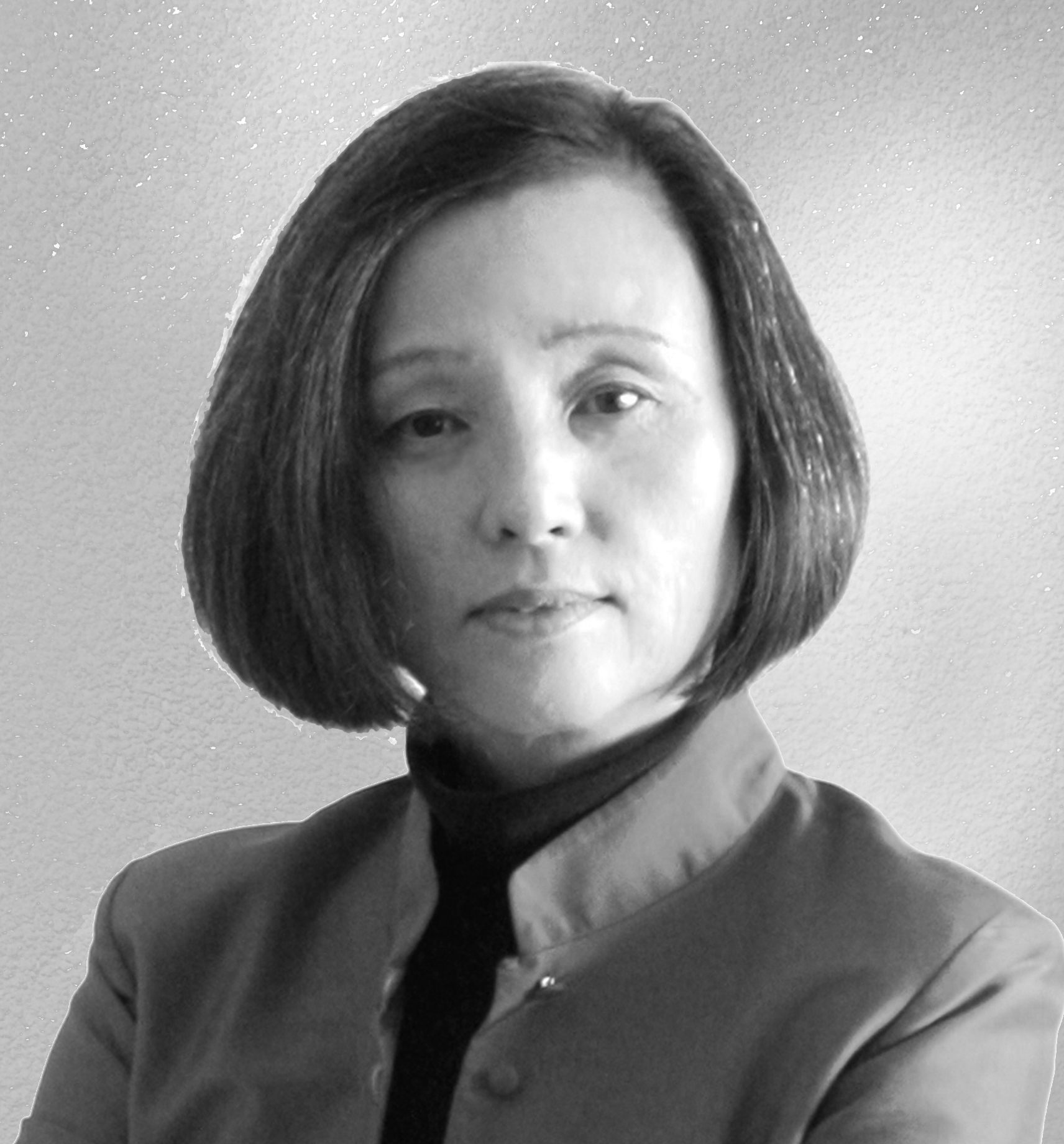
Seog-Jeong Lee
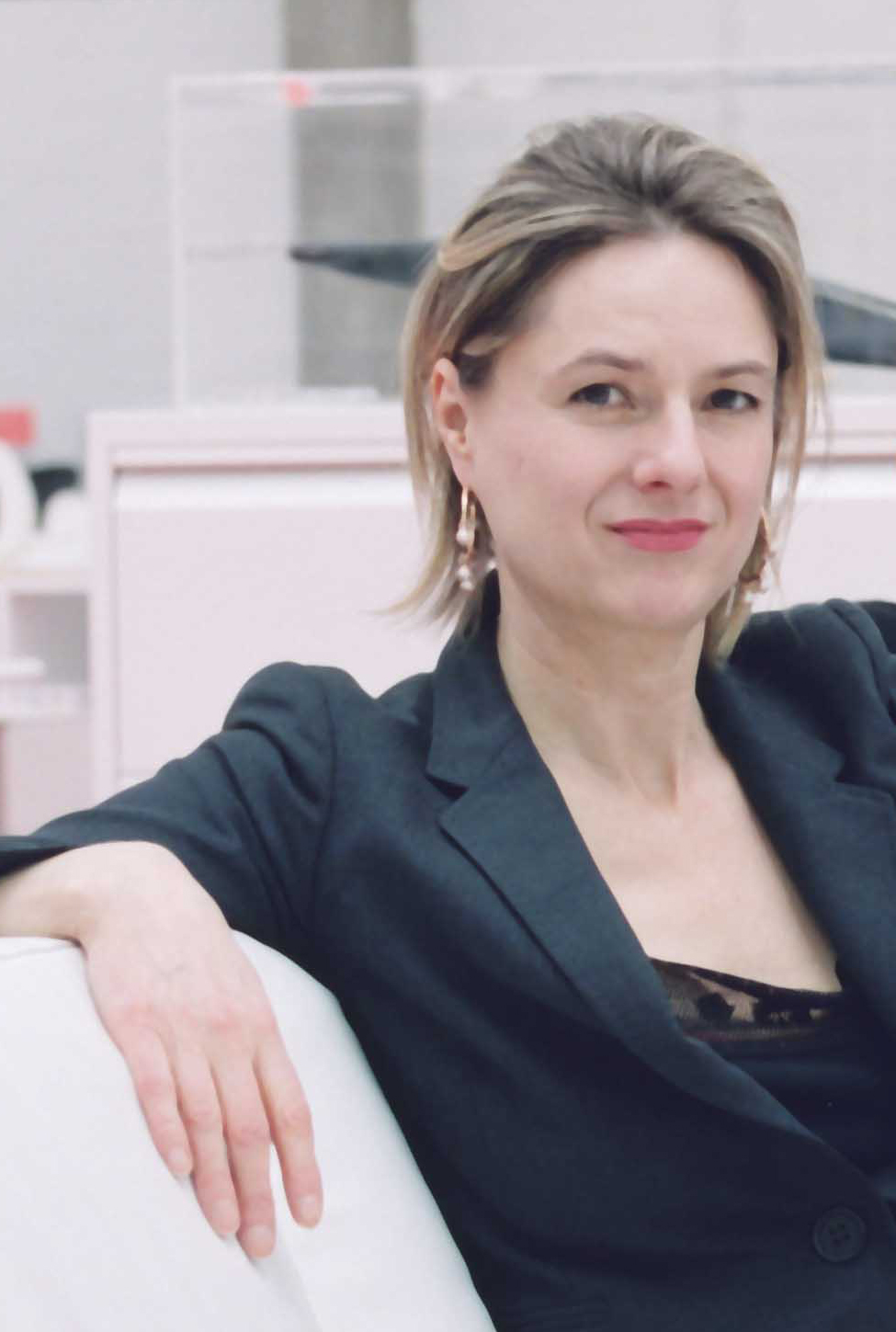
Amanda Levete
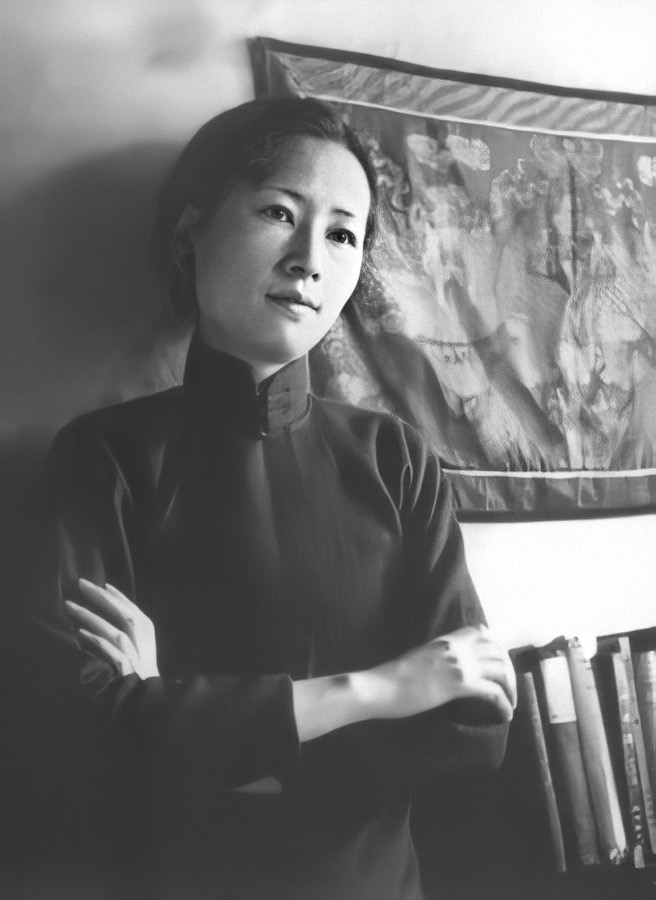
Lin Huiyin
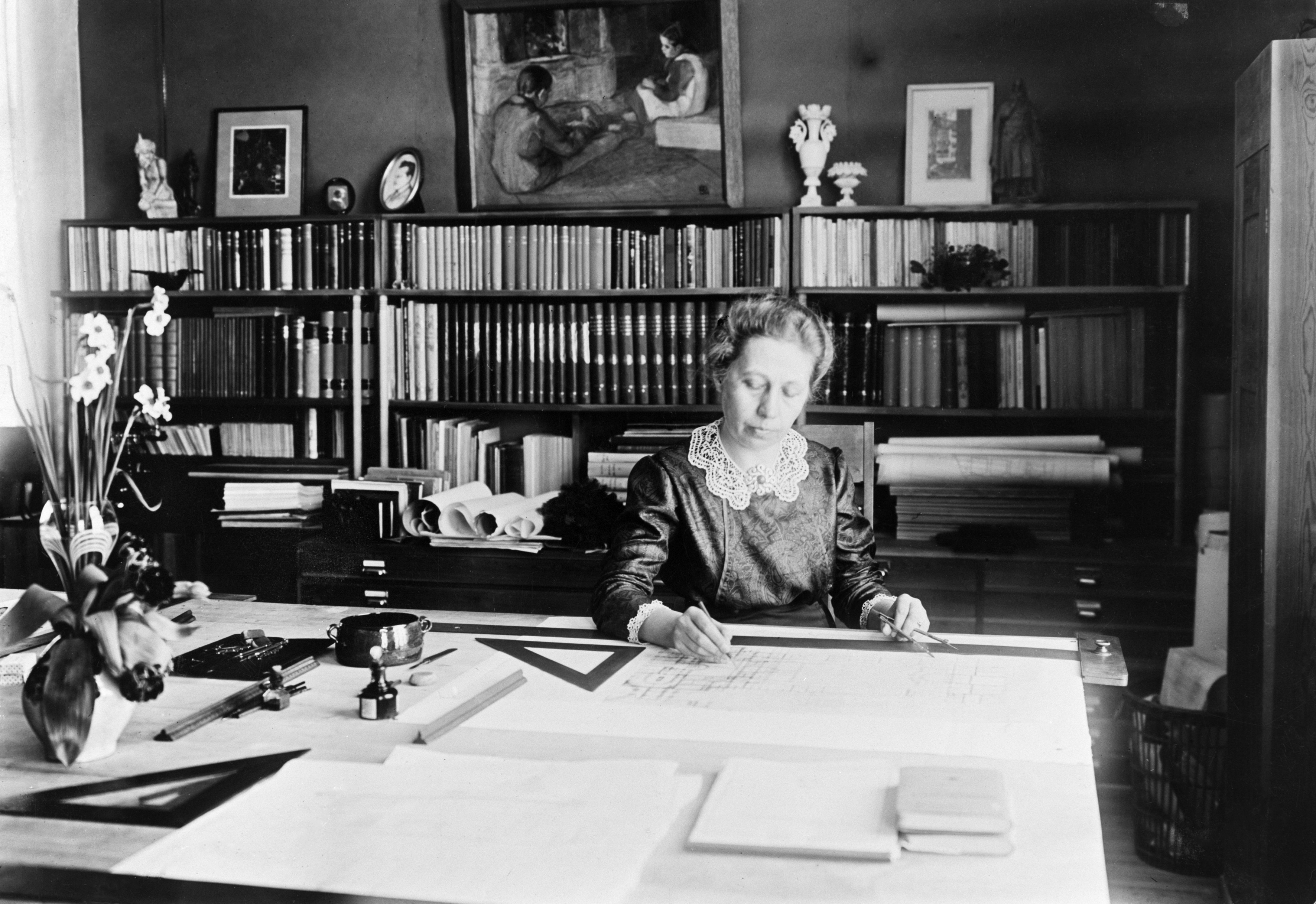
Wivi Lönn
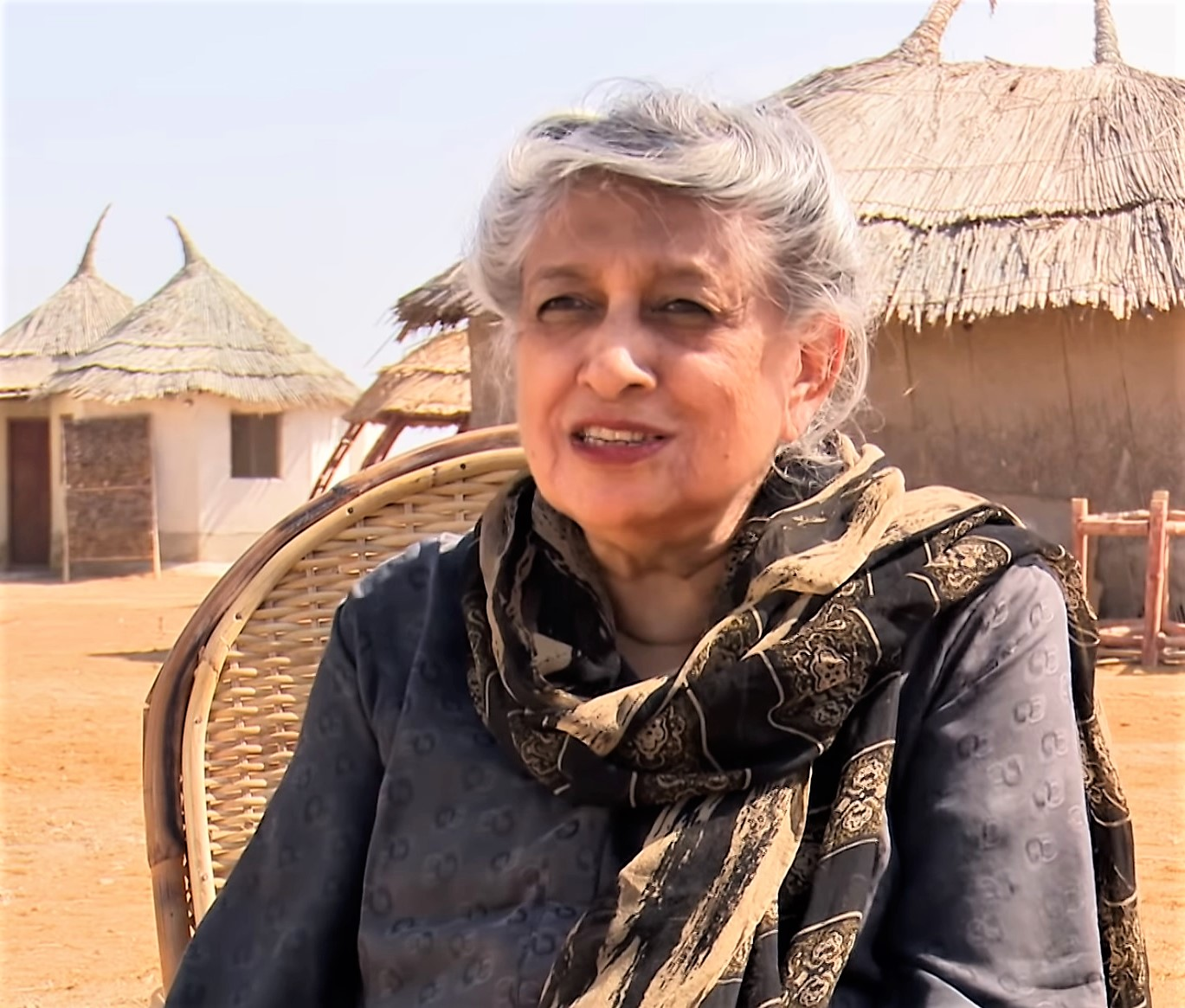
Yasmeen Lari

- Phyllis Lambert (* 1927), Kanada
- Sonja Lapajne (1906–1995), Jugoslawien / Slowenien
- Yasmeen Lari (* 1940), Pakistan
- Edith Lassmann (1920–2007), Österreich
- Patricia Leboucq (* 1957), Frankreich
- Christine Lechner (* 1960), Österreich
- Seog-Jeong Lee (* 1955), Südkorea
- Regine Leibinger (* 1963), Deutschland
- Monika Lemke-Kokkelink (* 1954), Deutschland
- Hilde Léon (* 1953), Deutschland
- Amanda Levete (* 1955), Vereinigtes Königreich
- Dita Leyh (* 1977), Deutschland
- Maya Lin (* 1959), Vereinigte Staaten
- Lin Huiyin (1904–1955), China
- Gertrud Lincke (1888–1976), Deutschland
- Blanca Lleó (* 1959), Spanien
- Inês Lobo (* 1966), Portugal
- Gret Loewensberg (* 1943), Schweiz
- Wivi Lönn (1872–1966), Finnland
- Hanna Löv (1901–1995), Deutschland
- Lu Wenyu (* 1967), China
- Regula Lüscher (* 1961), Schweiz
- Ulla Luther (* 1944), Deutschland
- Elena Luzzatto (1900–1983), Italien

### M

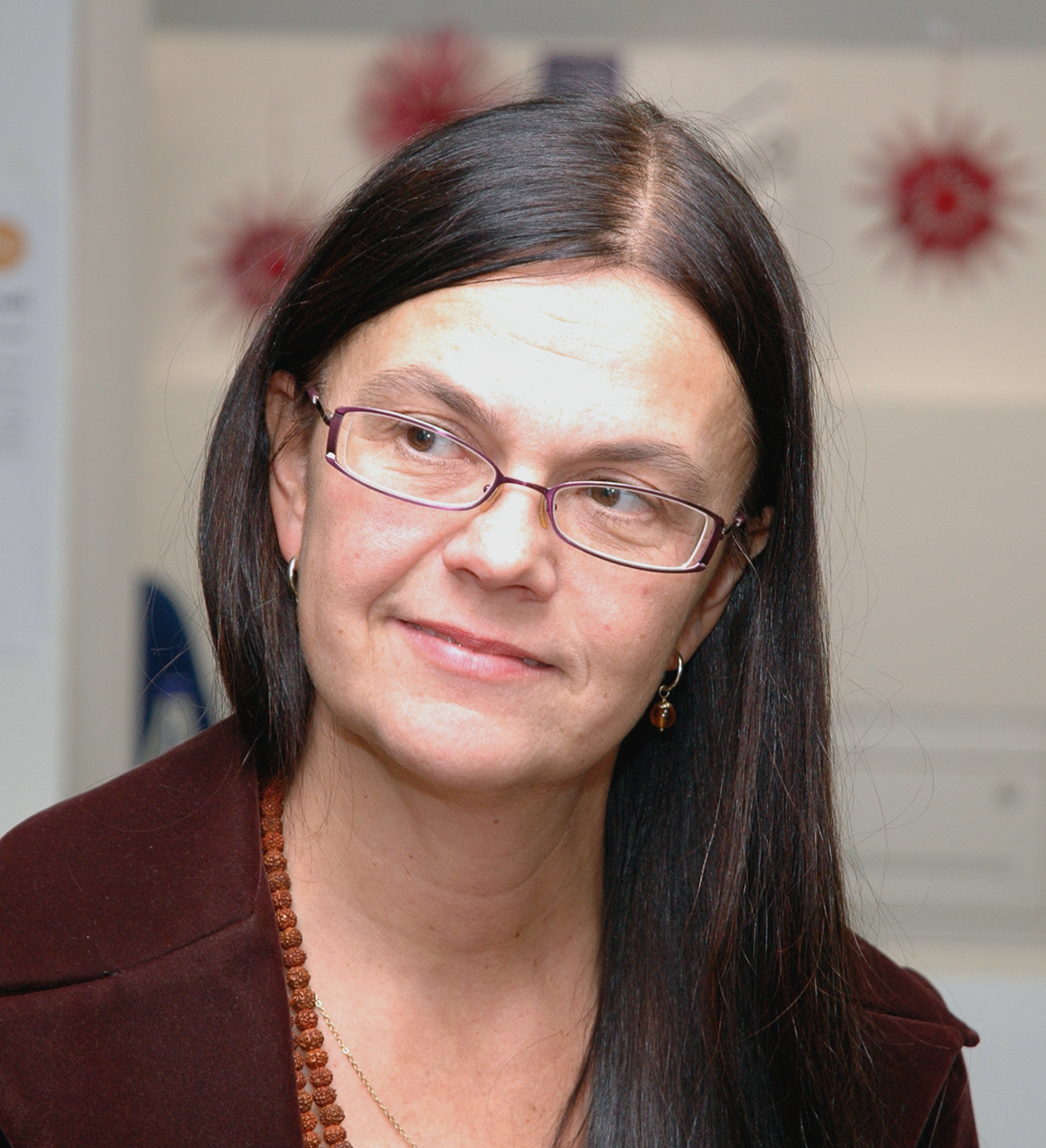
Elisabeth Merk
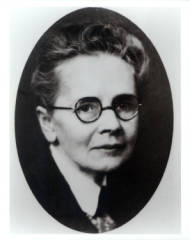
Julia Morgan, um 1926
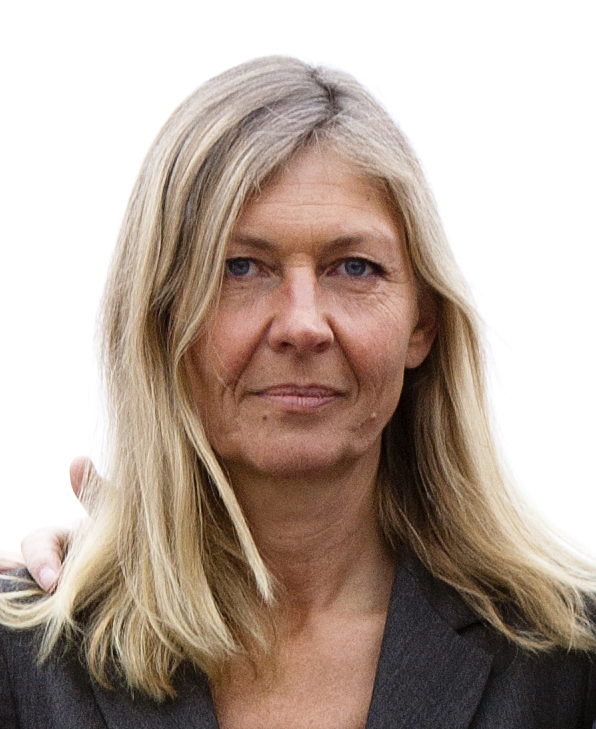
Dorte Mandrup

- Kate Macintosh (* 1937), Vereinigtes Königreich
- Věra Machoninová (* 1928), Tschechien/Tschechoslowakei
- Marion Mahony Griffin (1871–1961), Vereinigte Staaten
- Dorte Mandrup (* 1961), Dänemark
- Maria José Marques da Silva (1914–1996), Portugal
- Martta Martikainen-Ypyä (1904–1992), Finnland
- Donatella Mazzoleni (* 1943), Italien
- Viera Mecková (* 1933), Slowakei / Tschechoslowakei
- Mary Medd (1907–2005), Vereinigtes Königreich
- Annette Menting (* 1965), Deutschland
- Käthe Menzel-Jordan (* 1916), Deutschland
- Elisabeth Merk (* 1963), Deutschland
- Norma Merrick Sklarek (1928–2012), Vereinigte Staaten
- Ute Margarete Meyer (* 1963), Deutschland
- Wera Meyer-Waldeck (1906–1964), Deutschland
- Perin Jamsetjee Mistri (1913–1989), Indien
- Marlene Moeschke-Poelzig (1894–1985), Deutschland
- Julia Morgan (1872–1957), Vereinigte Staaten
- Jakoba Mulder (1900–1988), Niederlande
- Dorothea Müller (* 1941), Deutschland
- Petra Müller (* 1960), Deutschland
- Graciela Muslera (* 1963), Uruguay
- Linda Mvusi (* um 1955), Südafrika

### N
- Marija Wladimirowna Naschtschokina (* 1953), Russland
- Liana Nella-Potiropoulou (* 1959), Griechenland
- Fuensanta Nieto (* 1957), Spanien
- Kristina Nolte (* 1984), Russland
- Gretel Norkauer (1892–1972), Deutschland
- Erika Nõva (1905–1987), Estland / Sowjetunion
- Teresa Nunes da Ponte (* 1955), Portugal

### O
- Oľga Ondreičková (* 1935), Slowakei / Tschechoslowakei
- Ingrid Ostermann (* 1968), Deutschland
- Sheila O’Donnell (* 1953), Irland
- Camille O’Sullivan (* 1974), Irland

### P

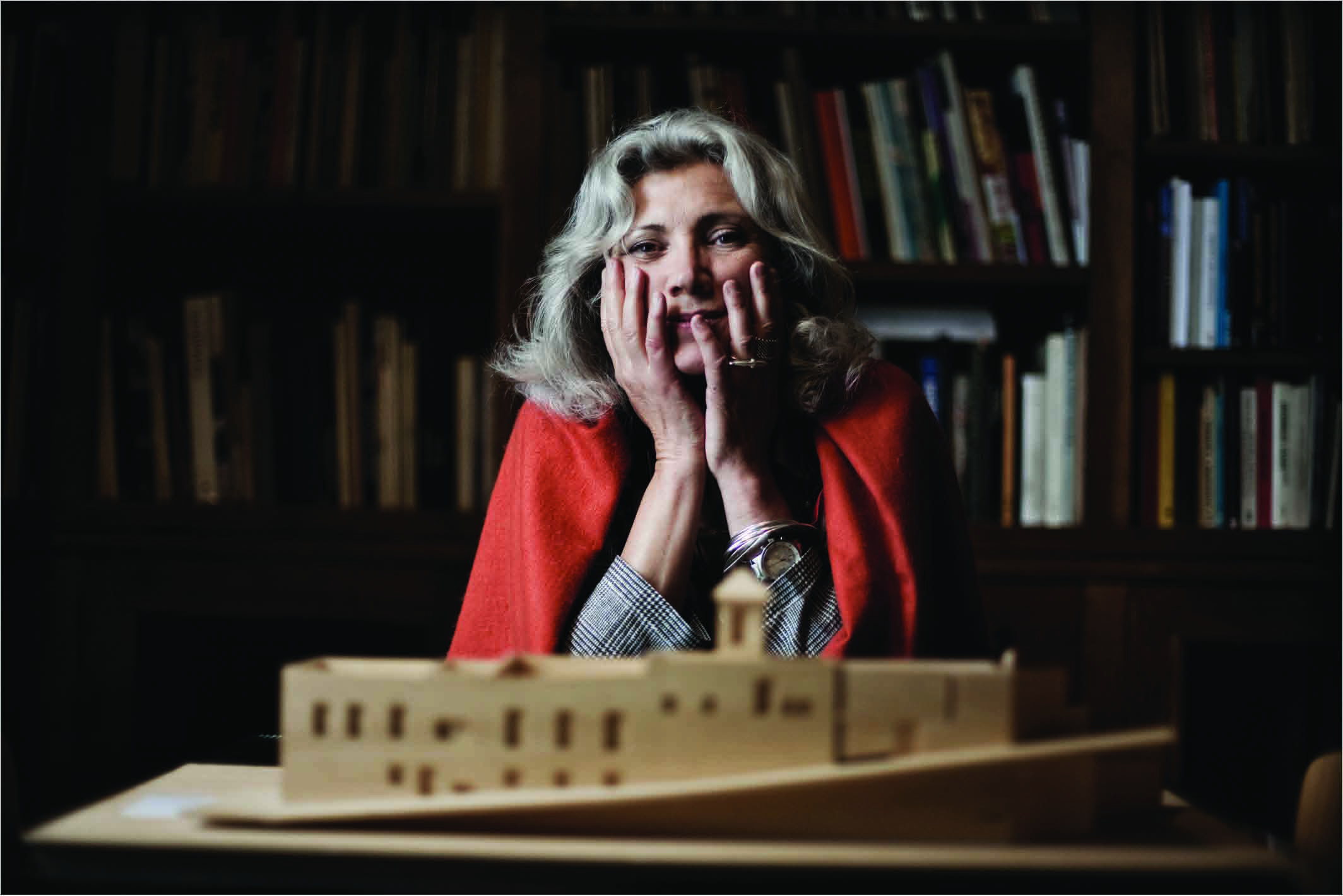
Carme Pinós
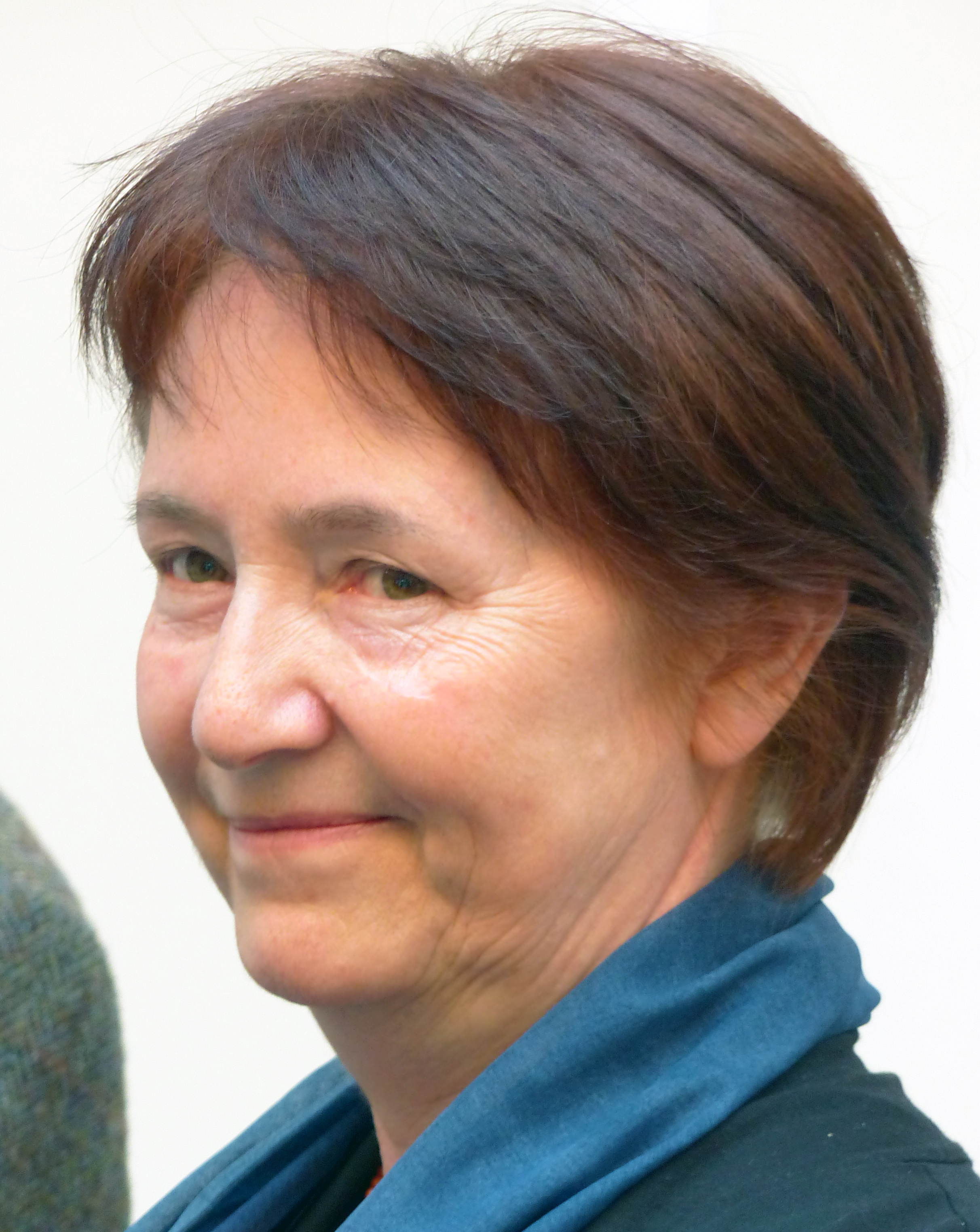
Rosemarie Pohlack
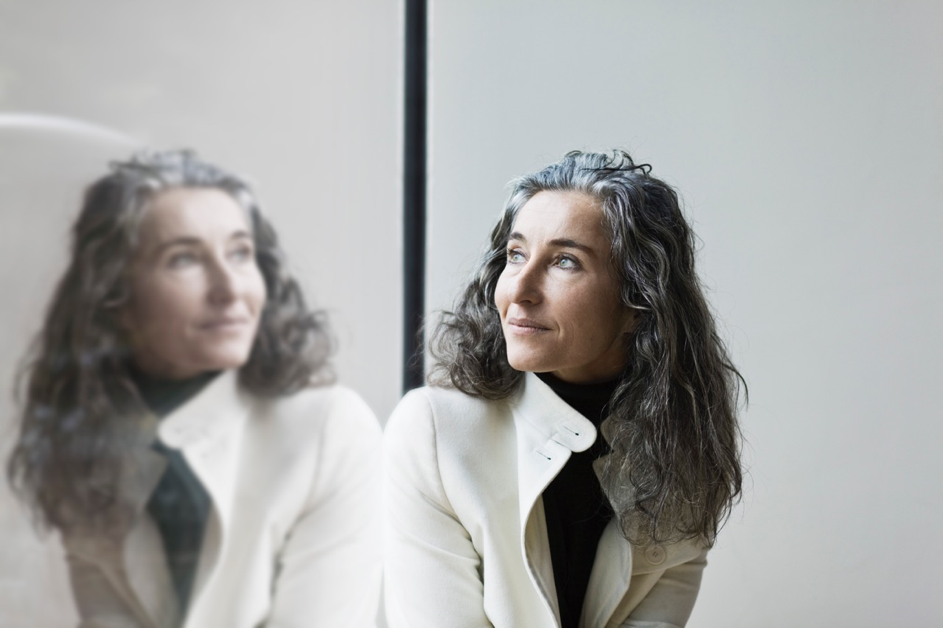
Vera Purtscher
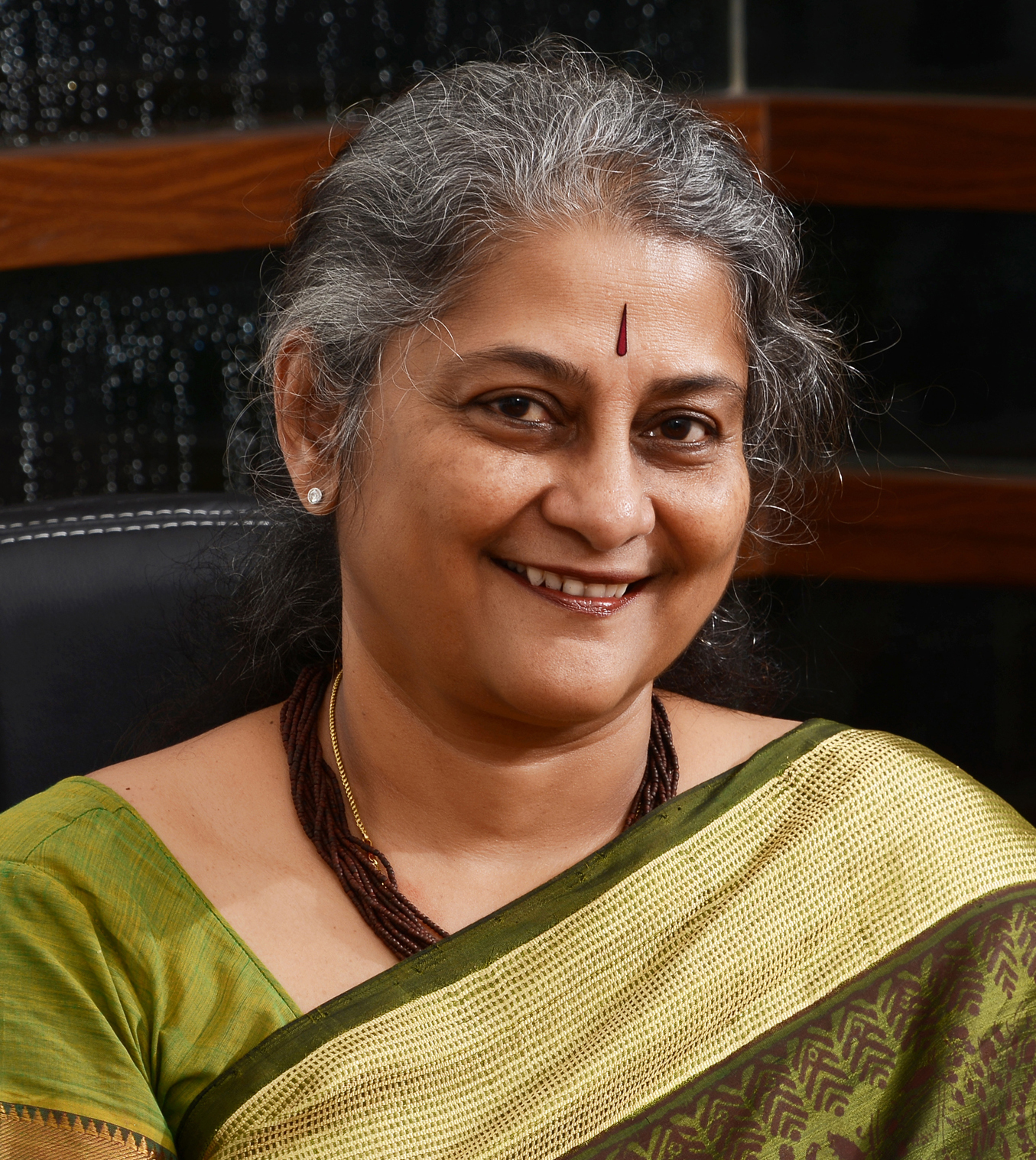
Sheila Sri Prakash

- Maria Teresa Parpagliolo (1903–1974), Italien
- Alexandra Paschalidou-Moreti (1912–2010), Griechenland
- Jayoo Patwardhan (* 1949), Indien
- Charlotte Perriand (1903–1999), Frankreich
- Marta Pelegrín (* 1973), Spanien
- Anca Petrescu (1949–2013), Rumänien
- Carme Pigem Barceló (* 1962), Spanien
- Carme Pinós (* 1954), Spanien
- Eugenie Pippal-Kottnig (1921–1998), Österreich
- Rosemarie Pohlack (* 1953), Deutschland
- Sabine Pollak (* 1960), Österreich
- Regina Poly (1942–2014), Deutschland
- Theodate Pope Riddle (1867–1946), Vereinigte Staaten
- Valve Pormeister (1922–2002), Estland / Sowjetunion
- Marie Louise Poschacher (1886–1965), Österreich
- Sheila Sri Prakash (* 1955), Indien
- Anna-Lülja Praun (1906–2004), Österreich
- Elsa Prochazka (* 1948), Österreich
- Vera Purtscher (* 1961), Österreich / Schweiz

### Q
- Maria Carlota Quintanilha (1923–2015), Portugal

### R
- Berta Rahm (1910–1998), Schweiz
- Jórunn Ragnarsdóttir (* 1957), Island
- Catarina Raposo (* 1974), Portugal

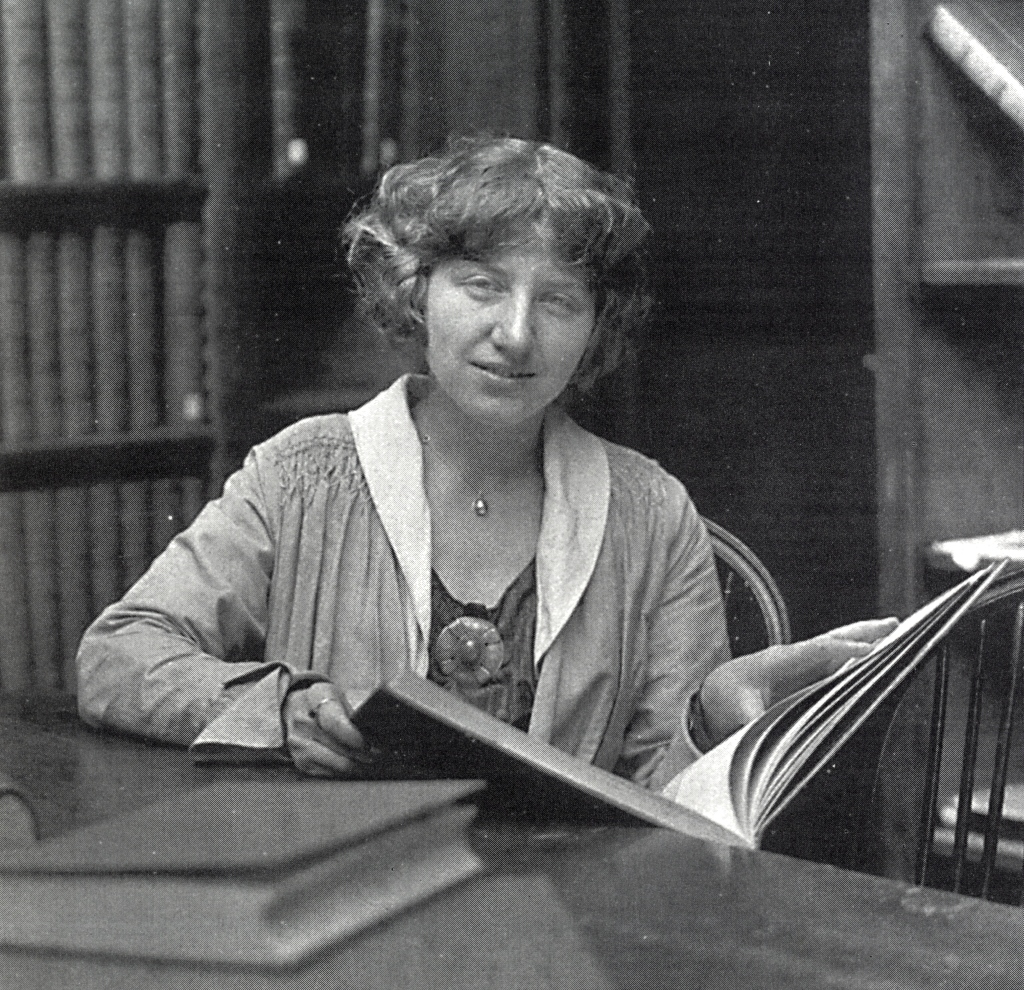

- Ivanka Raspopović (1930–2015), Jugoslawien / Serbien
- Samira Rathod (* 1963), Indien
- Cordula Rau (* 1961), Deutschland
- Eleanor Raymond (1887–1989), Vereinigte Staaten
- Lilly Reich (1885–1947), Deutschland
- Maya Reiner (* 1952), Deutschland
- Gret Reinhard (1917–2002), Schweiz
- Iris Reuther (* 1959), Deutschland
- Mary Reynolds (* 1974), Irland
- Sophie Rieger (1933–2022), Deutschland
- Lutah Maria Riggs (1896–1984), Vereinigte Staaten
- Su Rogers (* 1939), Vereinigtes Königreich
- Nathalie Rozencwajg (1975), Vereinigtes Königreich
- Gunnhild Ruben (1926–2012), Deutschland
- Flora Ruchat-Roncati (1937–2012), Schweiz
- Rita Ruoff-Breuer, Deutschland
- Marie Russak (1865–1945), Vereinigte Staaten

### S

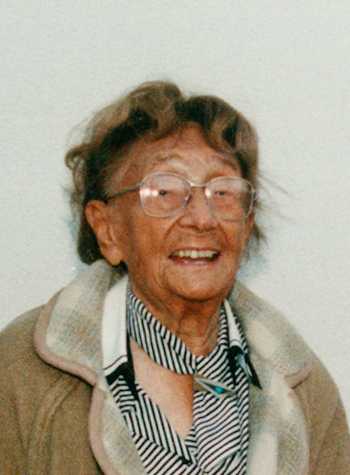
Margarete Schütte-Lihotzky
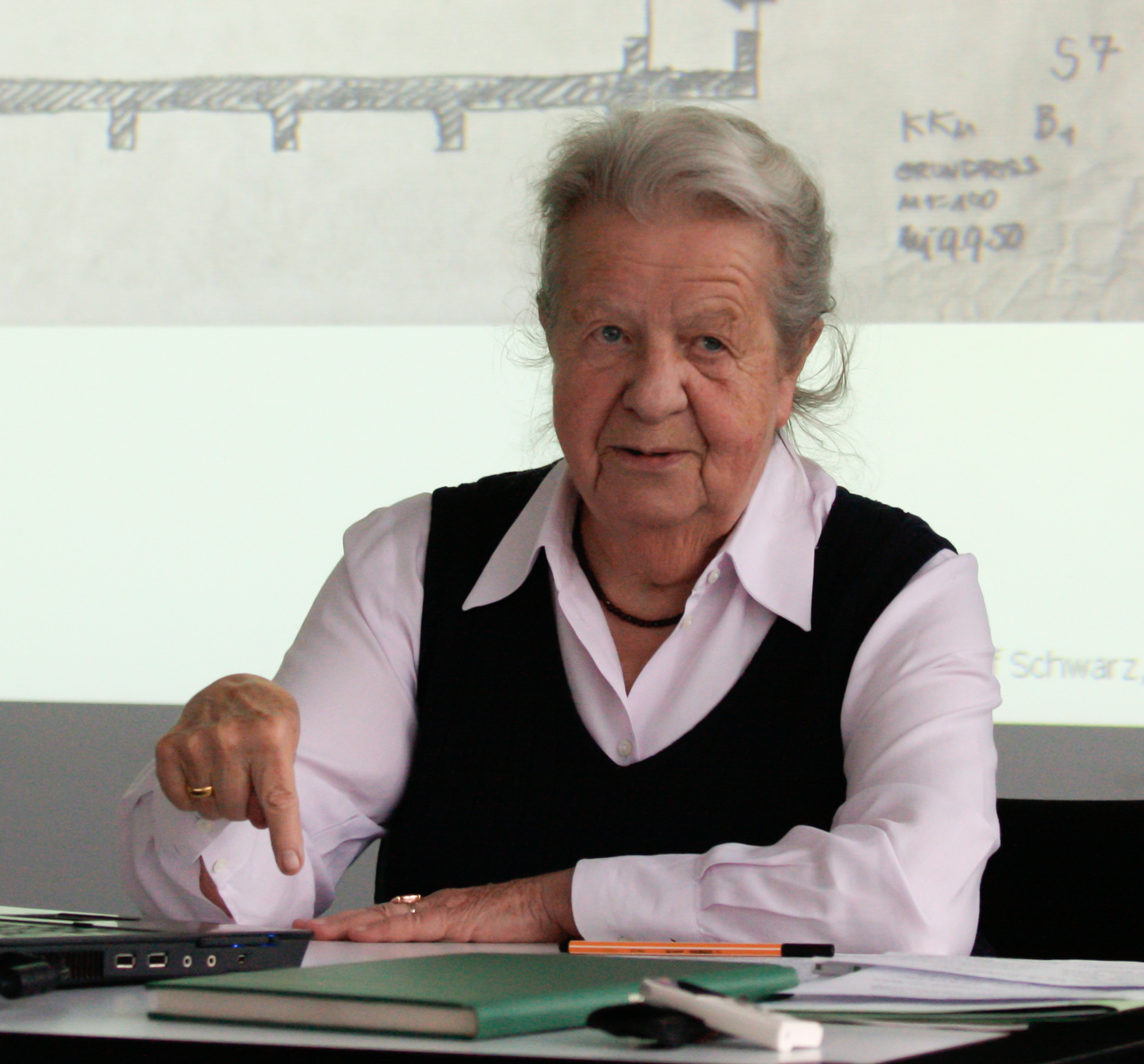
Maria Schwarz
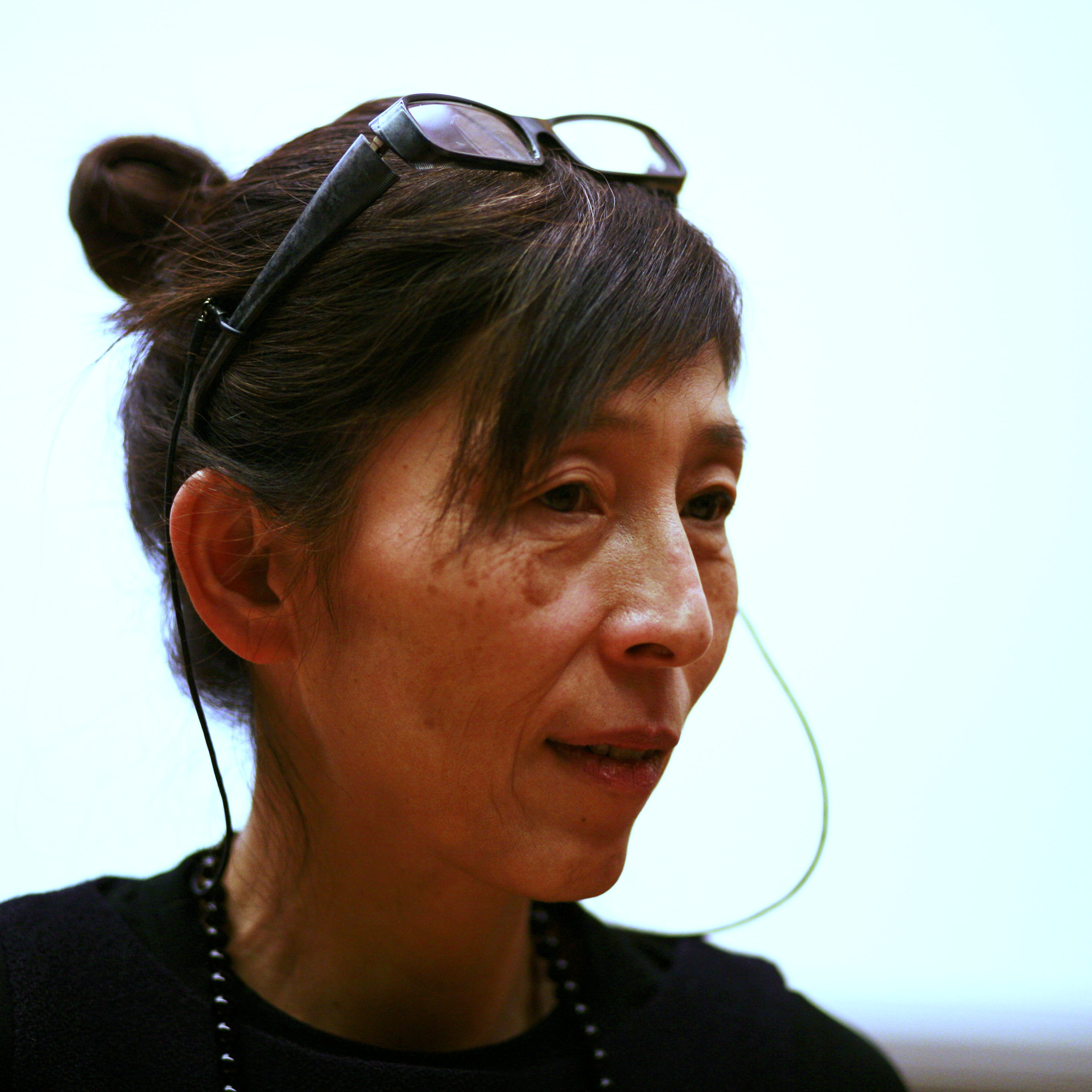
Kazuyo Sejima
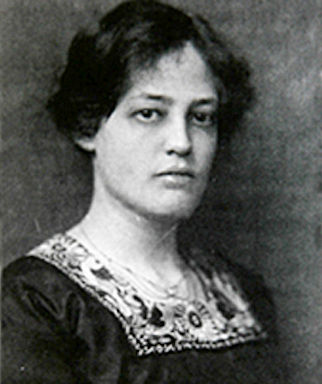
Margaret Staal-Kropholler
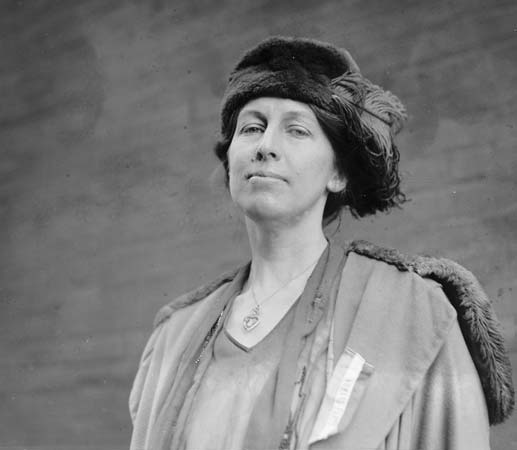
Nora Stanton Blatch Barney
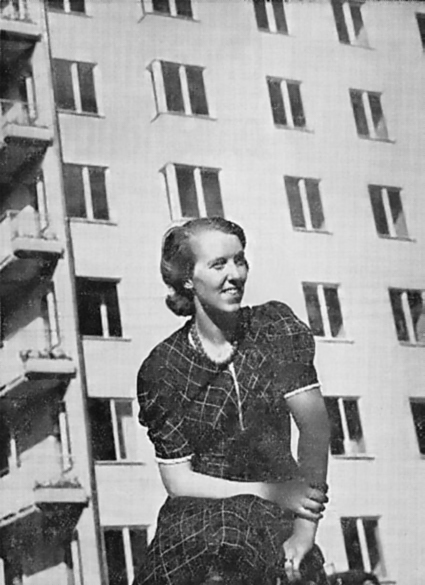
Hillevi Svedberg

- Lisbeth Sachs (1914–2002), Schweiz
- Joseph du Sacré-Cœur (1823–1902), Kanada
- Christiane Sauer (* 1968), Deutschland
- Sigrid Schaller (1941–2024), Deutschland
- Ingeborg Schild (1927–2022), Deutschland
- Thekla Schild (1890–1991), Deutschland
- Gertrud Schille (* 1940), Deutschland
- Astrid Schneider (* 1965), Deutschland
- Ursula Schneider (* 1961), Österreich
- Helga Schnierle (1924–2015), Deutschland
- Barbara Schock-Werner (* 1947), Deutschland
- Grete Schroeder-Zimmermann (1887–1955), Deutschland
- Ursulina Schüler-Witte (1933–2022), Deutschland; siehe Ralf Schüler und Ursulina Schüler-Witte
- Margot Schürmann (1924–1998), Deutschland
- Margarete Schütte-Lihotzky (1897–2000), Österreich
- Maria Schwarz (1921–2018), Deutschland
- Anna Franziska Schwarzbach (* 1949), Deutschland
- Denise Scott Brown (* 1931), Vereinigte Staaten
- Elisabeth Scott (1898–1972), Vereinigtes Königreich
- Kazuyo Sejima (* 1956), Japan
- Annabelle Selldorf (* Anfang der 1960er Jahre), Deutschland
- Saura Sermenghi (* 2. Hälfte 20. Jahrhundert), Italien
- Högna Sigurðardóttir (1929–2017), Island
- Graciela Silvestri (* 1954), Argentinien
- Kaija Sirén (1920–2001), Finnland
- Halina Skibniewska (1921–2011), Polen
- Alison Smithson (1928–1993), Vereinigtes Königreich
- Helle Søholt (* 1972), Dänemark
- Ingeborg Spengelin (1923–2015), Deutschland
- Laura P. Spinadel (* 1958), Argentinien / Österreich
- Alena Šrámková (1929–2022), Tschechien/Tschechoslowakei
- Margaret Staal-Kropholler (1891–1966), Niederlande
- Siv Helene Stangeland (* 1966), Norwegen
- Lotte Stam-Beese (1903–1988), Deutschland
- Nora Stanton Blatch Barney (1883–1971), Vereinigte Staaten
- Katharina Steib (1935–2022), Schweiz
- Flora Steiger-Crawford (1899–1991), Schweiz
- Rosemary Stjernstedt (1912–1998), Vereinigtes Königreich
- Judith Stolzer-Segall (1904–1990), Deutschland
- Nataša Štupar Šumi (* 1927), Jugoslawien / Slowenien
- Hillevi Svedberg (1910–1990), Schweden
- Gunilla Svensson (* 1956), Schweden
- Helena Syrkusowa (1900–1982), Polen

### T

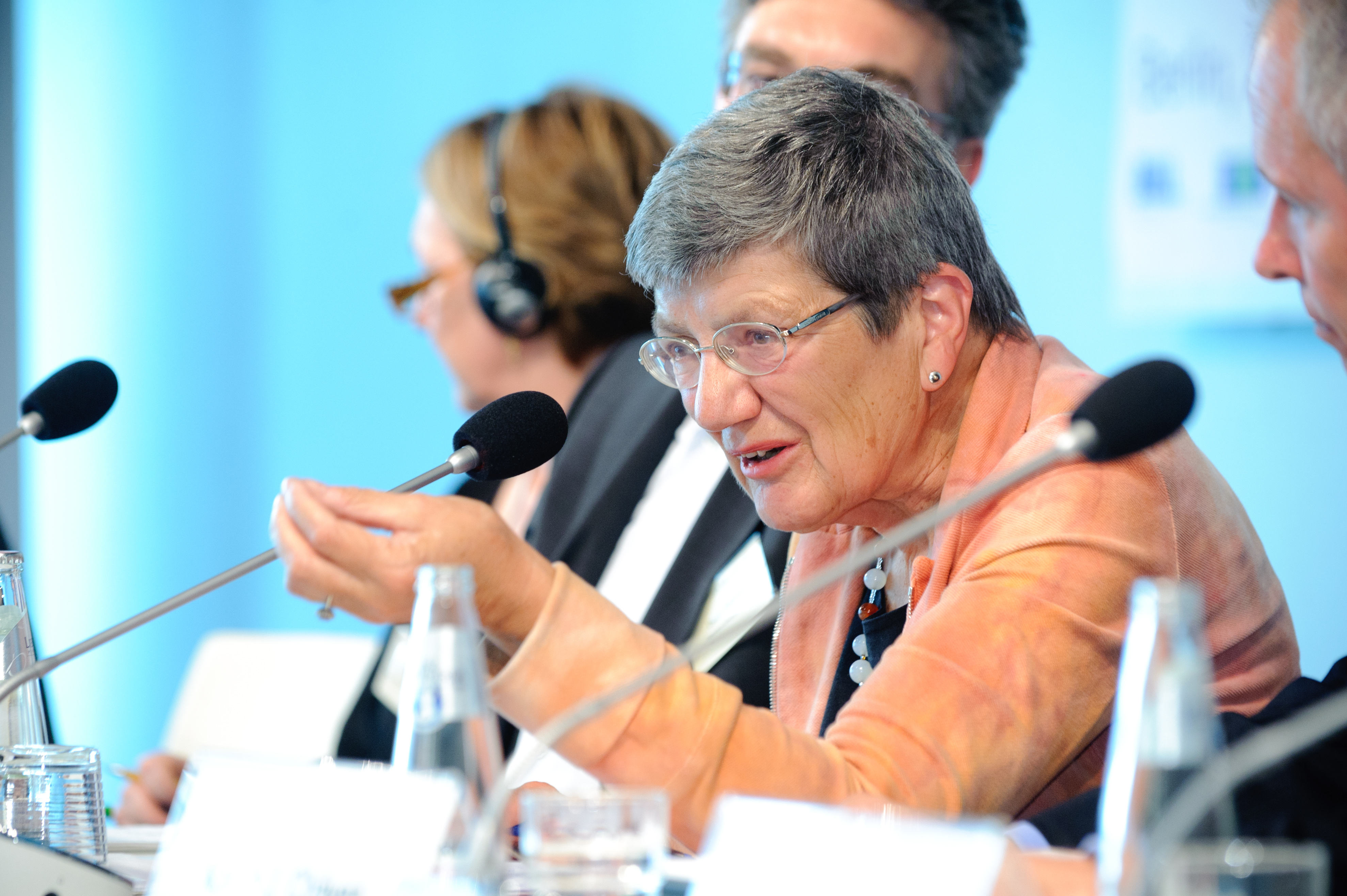
Christiane Thalgott

- Benedetta Tagliabue (* 1963), Italien
- Christiane Thalgott (* 1942), Deutschland
- Tilla Theus (* 1943), Schweiz
- Doris Thut (* 1945), Deutschland
- Silja Tillner (* 1960), Österreich
- Anca Timofticiuc (* 1982), Rumänien
- Sara Topelson de Grinberg (* 1947), Mexiko
- Anne Torcapel (1916–1988), Schweiz
- Dorothea Tscheschner (1928–2024), Deutschland
- Lene Tranberg (* 1956), Dänemark
- Attilia Vaglieri Travaglio (1891–1969), Italien
- Monica Tricario (* 1963), Italien
- Ursula Trint (* 1931), Deutschland
- Gerdy Troost (1904–2003), Deutschland
- Anne Tyng (1920–2011), Vereinigte Staaten

### U
- Patricia Urquiola (* 1961), Spanien
- Susanne Ussing (1940–1998), Dänemark

### V

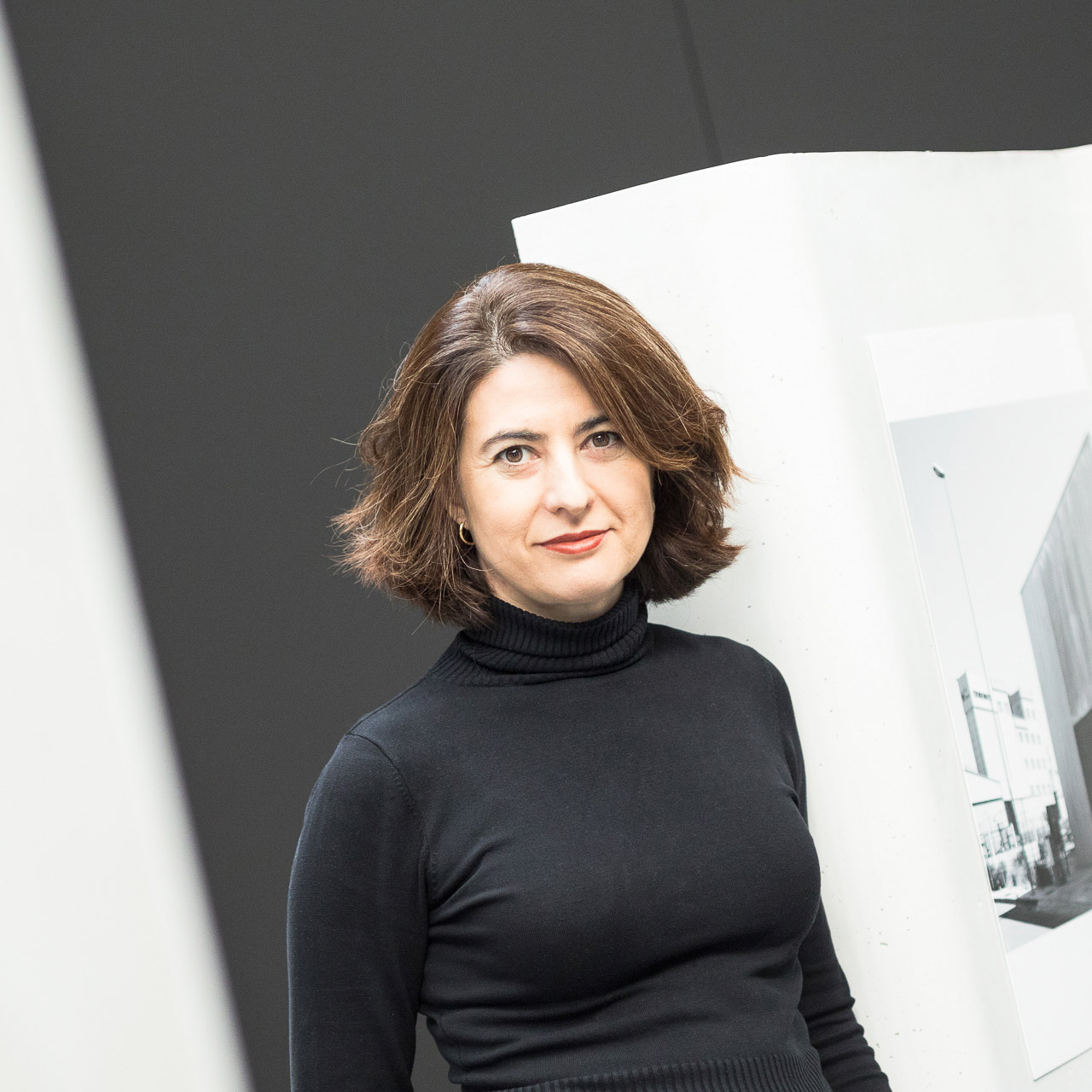
Elisa Valero
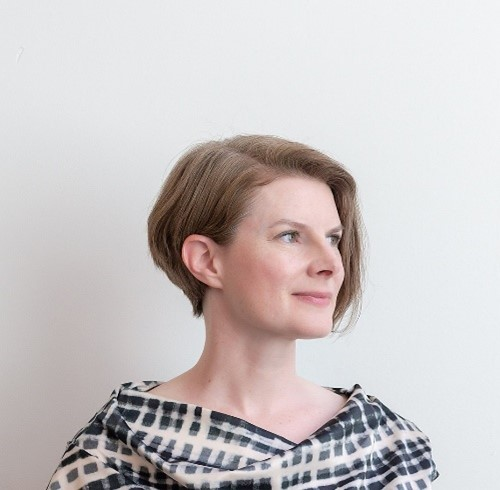
Betsy Williamson

- Elisa Valero (* 1971), Spanien
- Nathalie de Vries (* 1965), Niederlande
- Ljiljana Vućović Bakić (* 1939), Jugoslawien / Serbien

### W
- Viktoria Waltz (* 1944), Deutschland
- Myra Warhaftig (1930–2008), Deutschland / Israel
- Gesine Weinmiller (* 1963), Deutschland
- Hilde Weström (1912–2013), Deutschland
- Fia Wille (1868–1920), Deutschland
- Betsy Williamson, Kanada
- Emilie Winkelmann (1875–1951), Deutschland
- Herta-Maria Witzemann (1918–1999), Deutschland

### X
- Xu Tiantian (* 1975), China

### Y

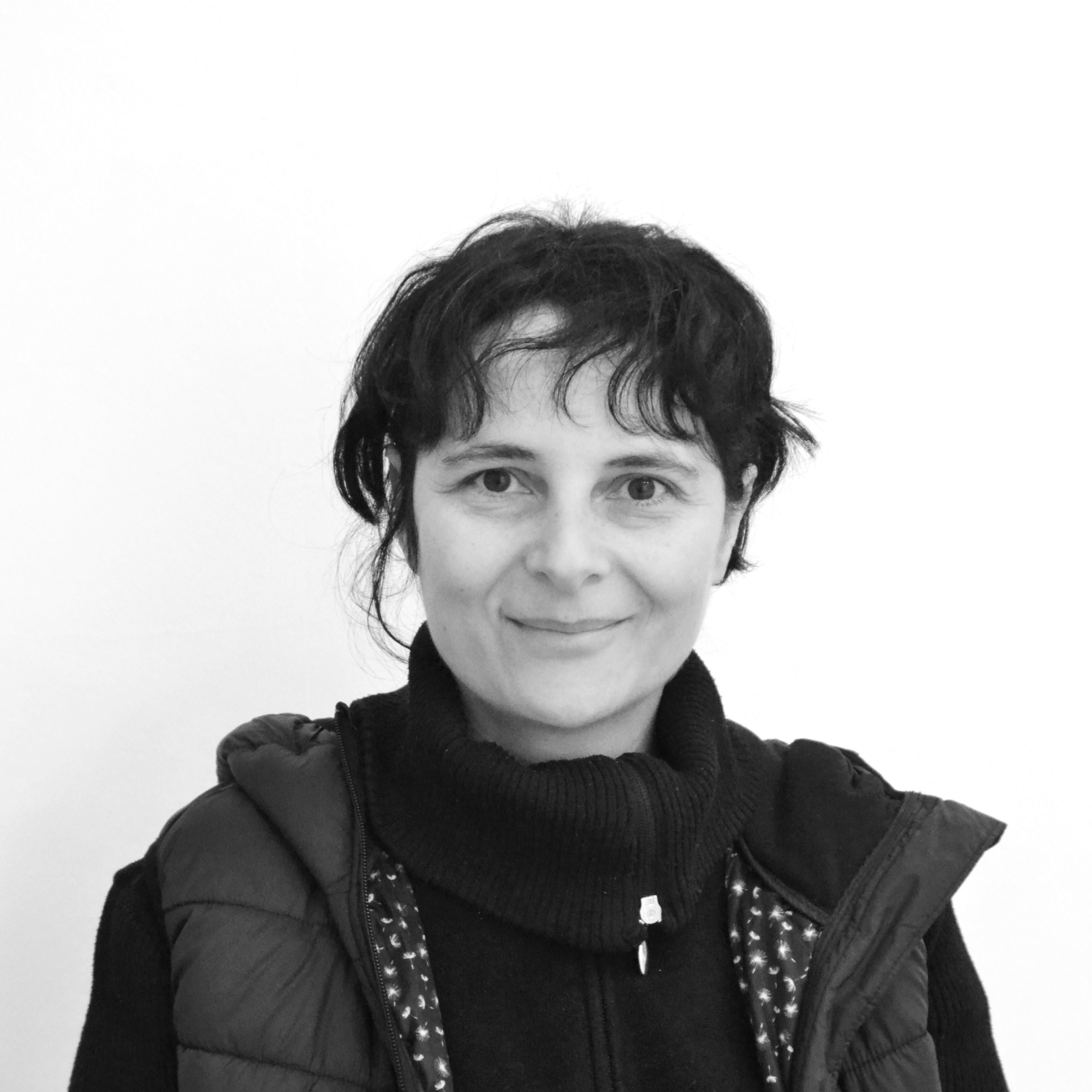
Ada Yvars Bravo

- Dorji Yangki, Bhutan
- Ada Yvars Bravo, Vereinigtes Königreich und Spanien

### Z

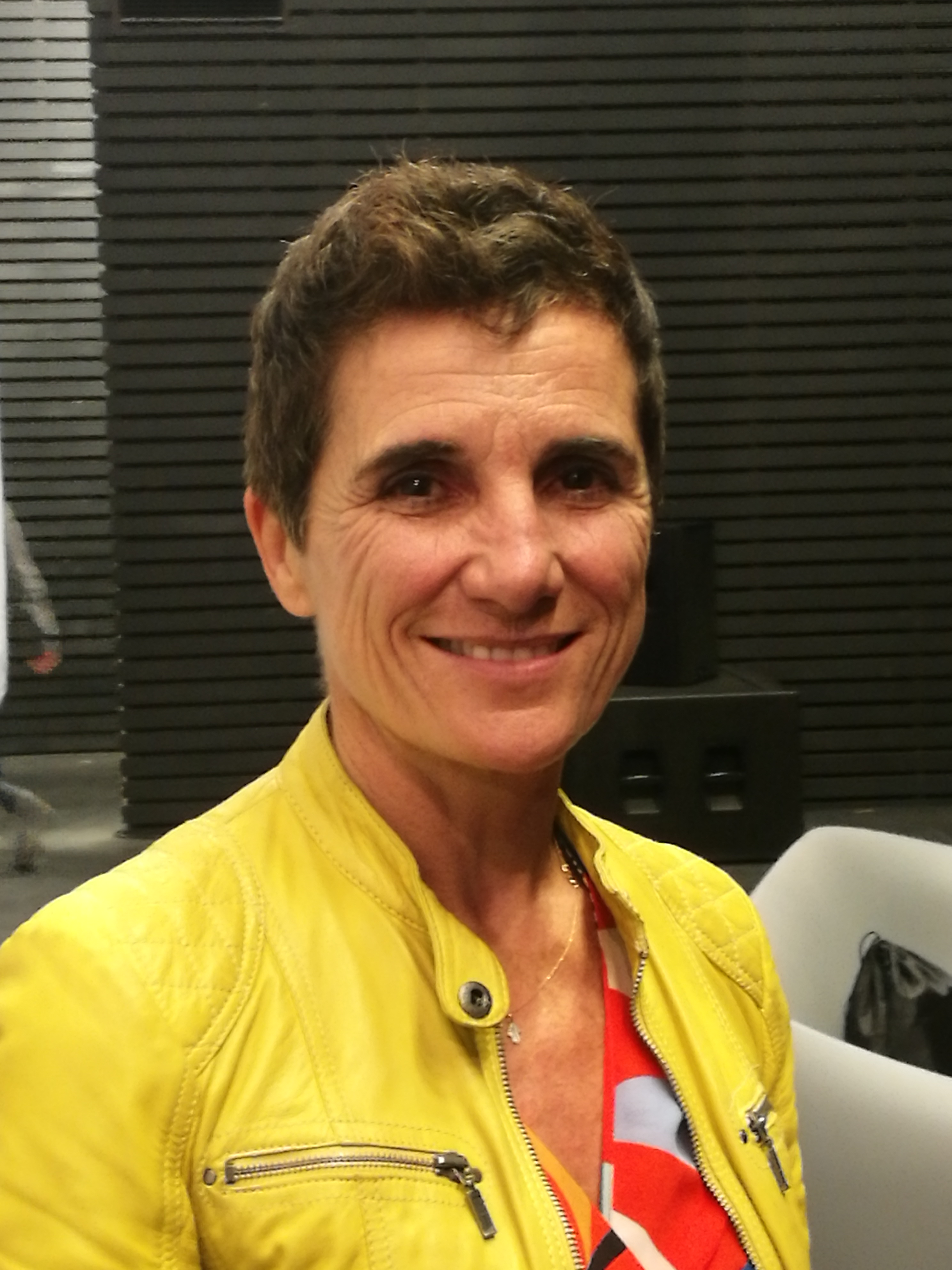
Cazú Zegers
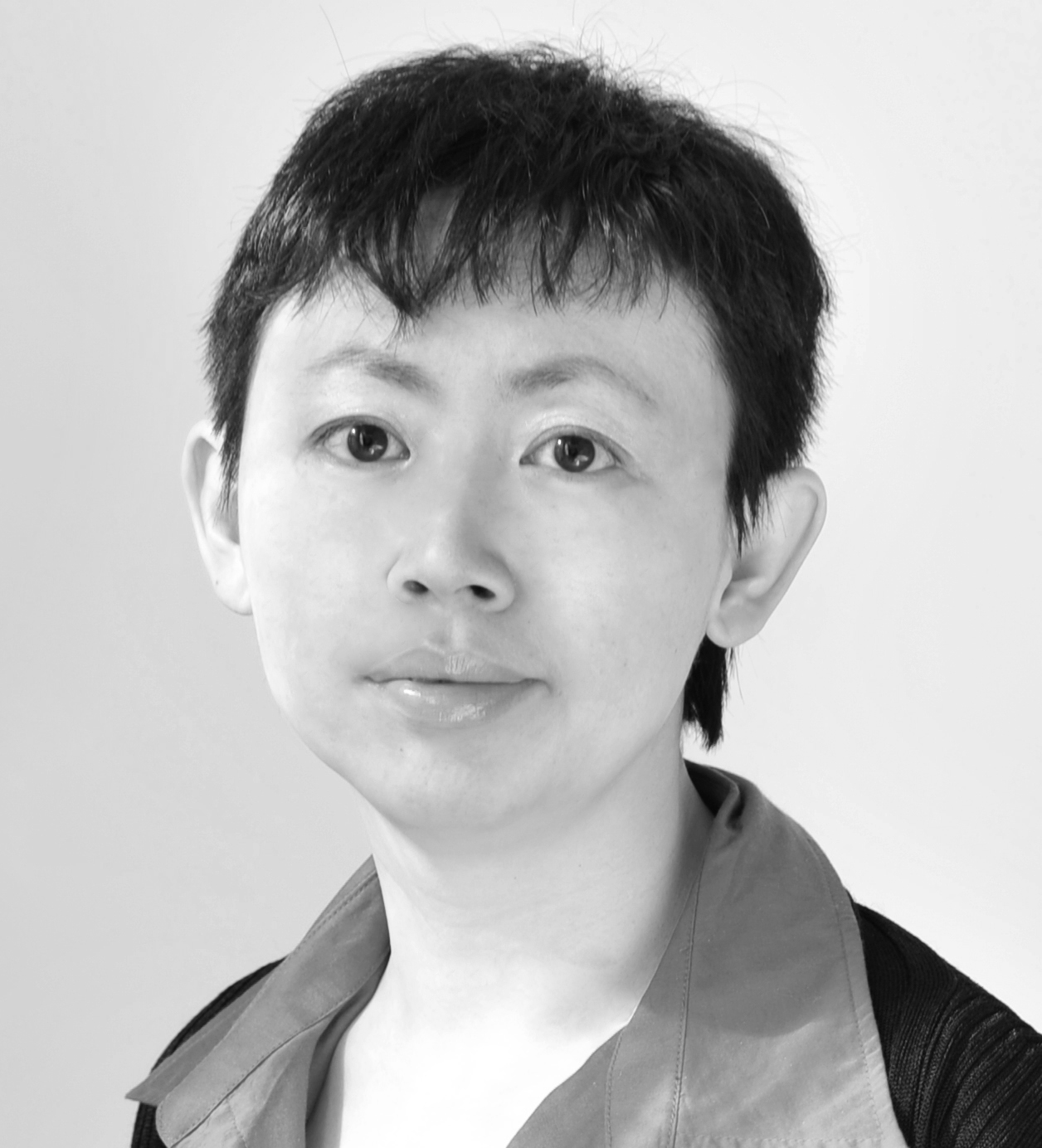
Zhang Yajin

- Juliane Zach (* 1960), Deutschland
- Maria Zachwatowicz (1902–1994), Polen
- Cazú Zegers (* 1958), Chile
- Zhang Yajin (* 1974), Volksrepublik China
- Liane Zimbler (1892–1987), Österreich / Vereinigte Staaten
- Stefanie Zwirn (1896–unbekannt), Deutschland
- Růžena Žertová (1932–2019), Tschechien/Tschechoslowakei

## Ausstellungen
- 2017/2018: Deutsches Architekturmuseum, Frankfurt am Main: Frau Architekt – Seit mehr als 100 Jahren: Frauen im Architektenberuf.[1]
Wurde 2019 auch in der Stiftung Historische Museen Hamburg gezeigt.[2]